# Campionato mondiale di calcio 2014
Il campionato mondiale di calcio 2014 o Coppa del Mondo FIFA 2014 (in portoghese: Copa do Mundo FIFA 2014, in inglese: 2014 FIFA World Cup), noto anche come Brasile 2014, è stato la ventesima edizione della massima competizione per le rappresentative di calcio (squadre comunemente chiamate "nazionali") maschili maggiori delle federazioni sportive affiliate alla FIFA.
Si è svolta in Brasile da giovedì 12 giugno a domenica 13 luglio 2014.
La squadra nazionale campione in carica, la Spagna, è stata eliminata al primo turno, dopo aver perso le partite giocate contro i Paesi Bassi (1-5) e contro il Cile (0-2) e aver vinto solo quella contro l'Australia (3-0).
La Germania, superando senza sconfitte le diverse fasi e battendo per 1-0 l'Argentina ai tempi supplementari della finale, ha conquistato il suo 4º titolo mondiale. È stata la prima volta che una squadra europea ha vinto un mondiale in America, e la seconda che una squadra europea ha alzato la coppa del mondo fuori dall'Europa (la Spagna è stata la prima nel 2010 in Sudafrica).

## Assegnazione

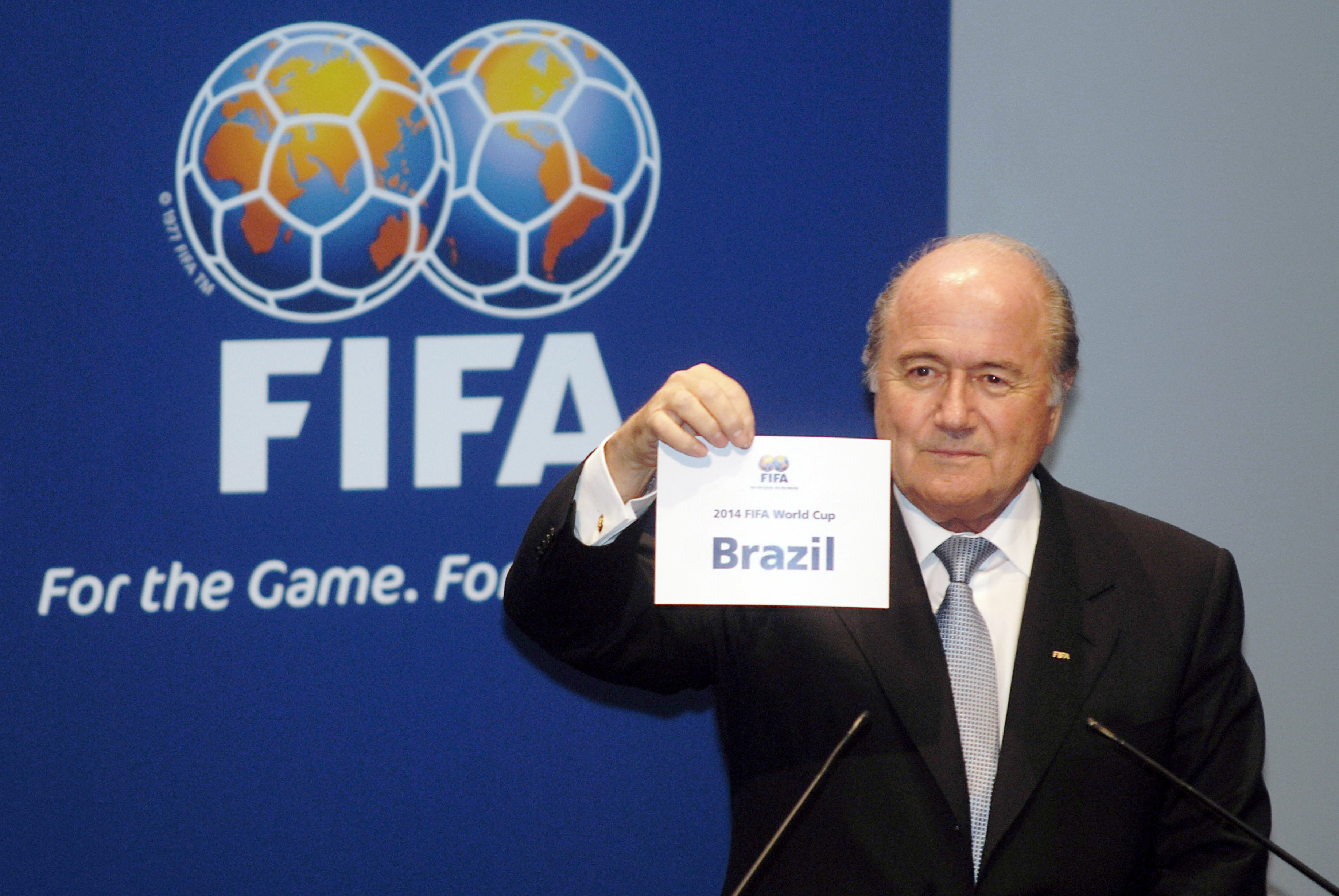
Joseph Blatter annuncia la scelta del Brasile

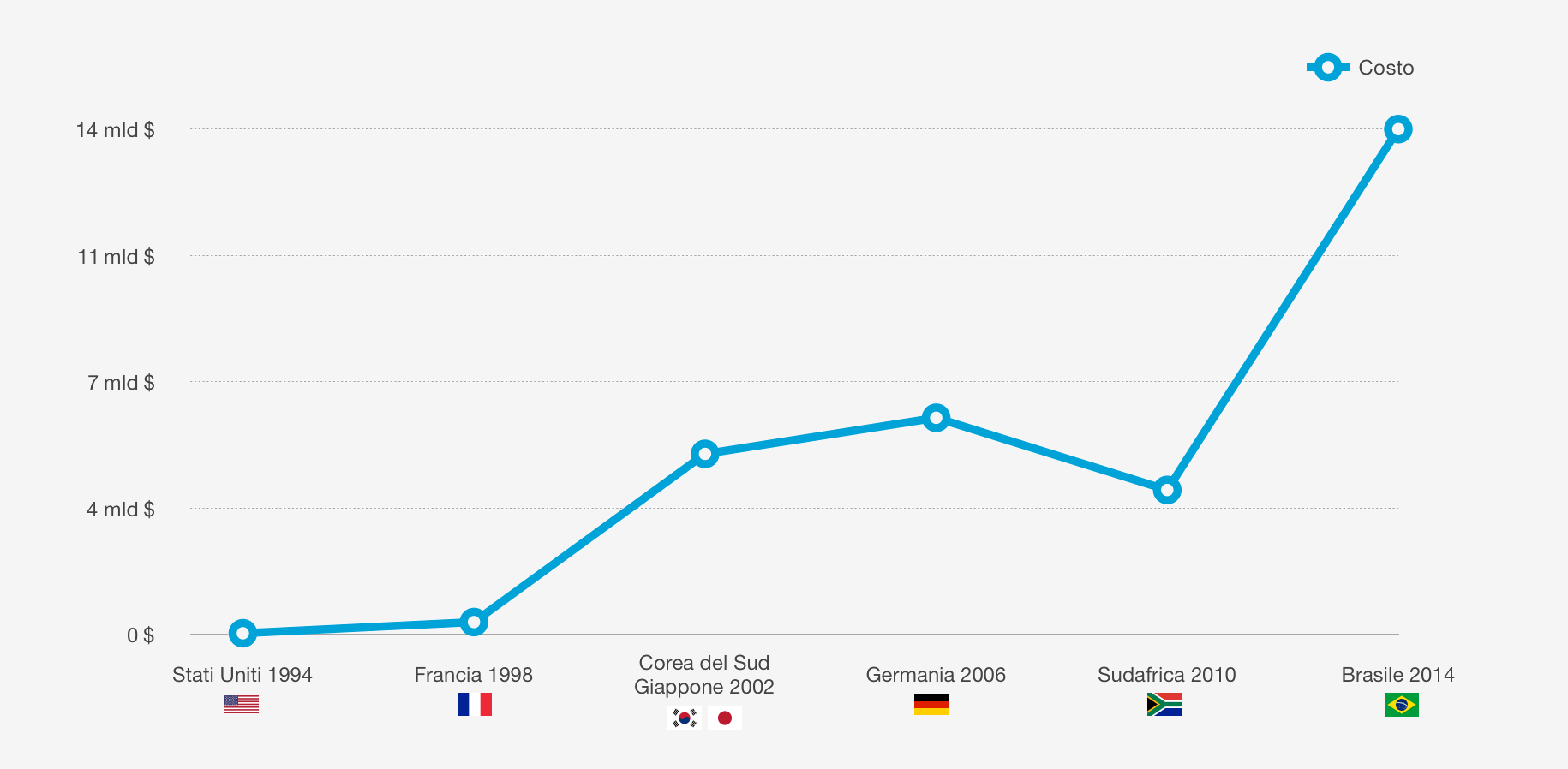
Grafico sui costi delle ultime sei Coppe del Mondo, dal 1994 al 2014

Il 30 ottobre 2007, la FIFA annuncia il Brasile come Paese ospitante per la rassegna nel 2014: il torneo diviene il più costoso nella storia, circa 14 miliardi di dollari statunitensi secondo il governo brasiliano.

### Controversie

#### Proteste

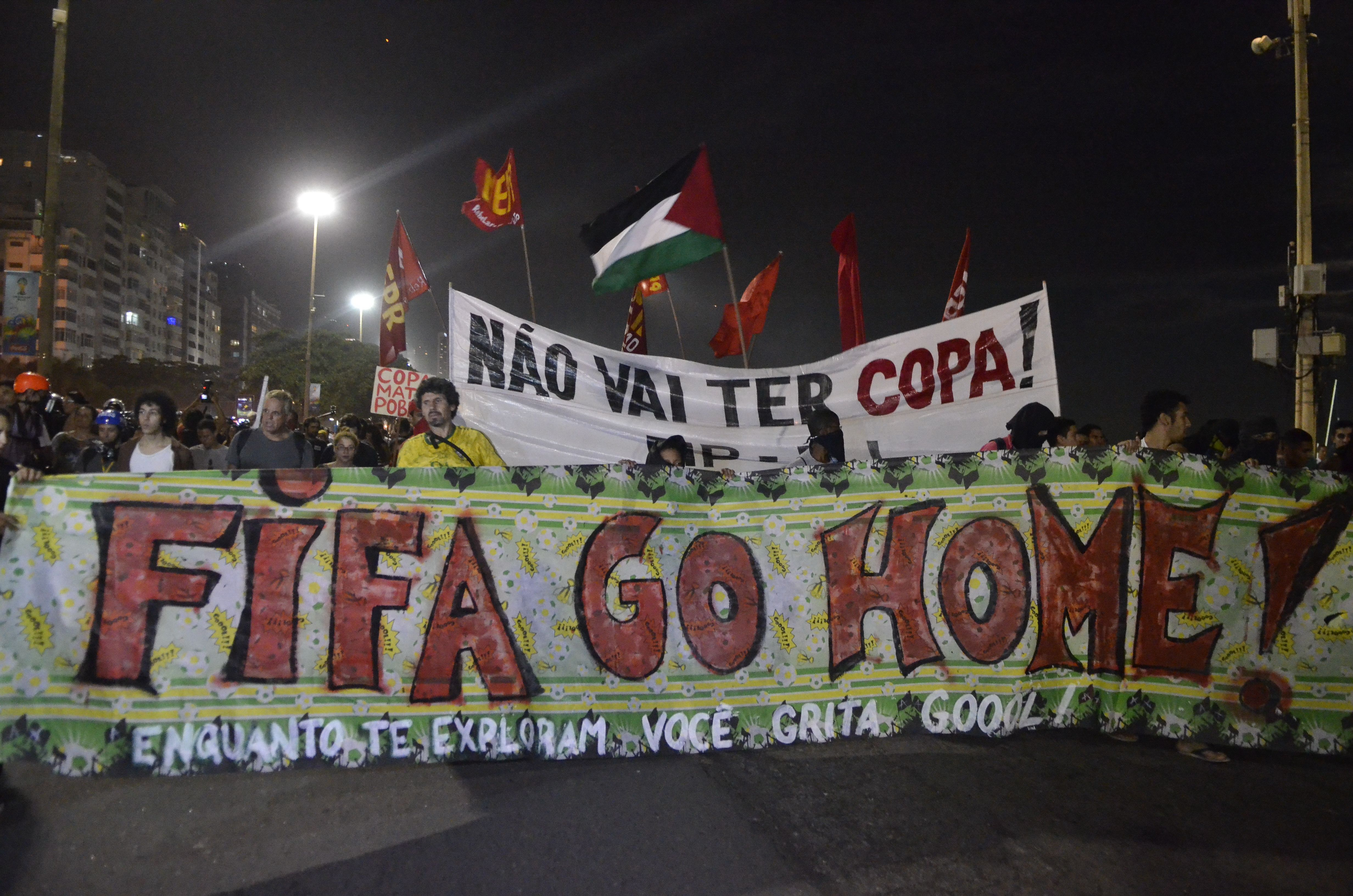
Manifestazione anti-Coppa del Mondo a Copacabana

Prima della cerimonia di apertura della FIFA Confederations Cup 2013, varie manifestazioni hanno avuto luogo fuori dello Stadio nazionale Mané Garrincha, in risposta alla grande quantità di denaro pubblico speso per l'organizzazione della Coppa del Mondo del 2014.
Sia la presidente brasiliana Dilma Rousseff sia il presidente della FIFA Sepp Blatter, inoltre, sono stati pesantemente fischiati durante i loro discorsi di apertura. Ulteriori proteste, parte di più ampi disordini e sommosse, hanno avuto luogo nelle altre città ospitanti, allo scopo di esprimere il malcontento per la gestione finanziaria del governo.
Romário, ex calciatore brasiliano diventato attivo in politica, ha definito il torneo come "il più grande furto della storia", affermando che, secondo lui, il costo reale della manifestazione sarà superiore ai 100.000.000.000 di real (circa 46 miliardi di dollari). Ha anche chiesto un'indagine più approfondita sull'uso improprio di fondi pubblici, che lui identifica come la principale motivazione delle continue proteste.
In occasione della manifestazione, il tempio del calcio brasiliano, lo stadio Maracana, è stato ristrutturato per 404 milioni di dollari (345 milioni di euro circa). Proprio questo ha suscitato tra la popolazione diverse polemiche, infatti, avrebbero preferito destinare quei soldi alla sanità, alla scuola e ai quartieri più difficili. Durante i due mesi di svolgimento, i biglietti dei mezzi dei trasporti locali erano aumentati e i brasiliani più poveri neanche potevano partecipare a una gara poiché il biglietto di un costo troppo elevato. Lo stadio è inoltre posto fra due favelas, i brasiliani più poveri potevano scorgere dai loro tetti lo stadio illuminato in un tripudio di fuochi d'artificio.
Nelle settimane precedenti la Coppa del Mondo del 2014 e nei primi giorni del torneo, nuove proteste hanno avuto luogo in tutto il paese. A differenza di quanto avvenuto durante la Confederations Cup, tuttavia, le forze di sicurezza sono riuscite a evitare che le proteste raggiungessero gli stadi.
La presidente Rousseff ha ribadito, inoltre, le sue rassicurazioni riguardo alle opere pubbliche realizzate, che avranno, secondo lei, benefici a lungo termine per tutti i brasiliani.

#### Legge Budweiser
Dopo numerosi decessi dovuti all'eccessivo consumo di bevande alcoliche negli stadi di calcio, nel 2003 il governo brasiliano ha approvato una legge che vieta la vendita di alcol alle partite. La FIFA ha, tuttavia, chiesto di sospendere tale legge durante la Coppa del Mondo del 2014, poiché uno dei principali sponsor della Coppa del Mondo è il produttore di birra statunitense Budweiser, che si definisce "birra ufficiale della Coppa del Mondo FIFA" dal 1986. Il governo ha, quindi, approvato una legge che ha permesso la vendita di alcol negli stadi in via temporanea solo durante la Coppa del Mondo, soprannominata da tutti "legge Budweiser".

## Formula
La formula conferma quella in vigore da quando, in occasione dell'edizione francese del 1998, la fase finale del campionato mondiale di calcio è stata portata a 32 squadre e prevede, dunque, la formazione di otto gironi all'italiana (chiamati "gruppi") con partite di sola andata, ciascuno composto da quattro squadre.
Per determinare la posizione in classifica delle squadre in ogni gruppo saranno presi in considerazione, nell'ordine, i seguenti criteri:
1. maggiore numero di punti;
2. migliore differenza reti;
3. maggiore numero di reti segnate.

Nel caso in cui, dopo aver applicato quanto sopra, due o più nazionali si trovassero ancora in parità, verranno utilizzati, sempre nell'ordine, gli ulteriori parametri qui di seguito:
1. maggiore numero di punti negli scontri diretti tra le squadre interessate (classifica avulsa);
2. migliore differenza reti negli scontri diretti tra le squadre interessate (classifica avulsa);
3. maggiore numero di reti segnate negli scontri diretti tra le squadre interessate (classifica avulsa);
4. sorteggio effettuato dal comitato FIFA.

Le prime due nazionali classificate di ogni raggruppamento accedono alla fase a eliminazione diretta che consiste in un tabellone di quattro turni (ottavi di finale, quarti di finale, semifinali e finali) ad accoppiamenti interamente prestabiliti e con incontri basati su partite uniche ed eventuali tempi supplementari e tiri di rigore in caso di persistenza della parità tra le due contendenti.

## Mascotte
Mascotte ufficiale della manifestazione è Fuleco.

## Programma di gara
Il programma di gara ufficiale è stato annunciato presso la sede della FIFA a Zurigo, in Svizzera, il 20 ottobre 2011.

## Stadi

### Costruzione

Dilma Rousseff e Pelé seguono i lavori a Belo Horizonte

La cifra dei costi per la costruzione, la ristrutturazione e la ricostruzione (Stadio nazionale Mané Garrincha) degli impianti è stimata attorno ai 3,6 miliardi di dollari statunitensi. Gli stadi utilizzati sono stati dodici, situati in altrettante città.
| Rio de Janeiro                                      | Brasilia | Belo Horizonte | Fortaleza                                           |
| --------------------------------------------------- | --- | --- | --------------------------------------------------- |
| Maracanã                                            | Stadio nazionale Mané Garrincha | Mineirão | Castelão                                            |
| Coordinate geografiche: 22°54′43.8″S 43°13′48.59″W  | Coordinate geografiche: 15°47′00″S 47°53′57″W                                                                                               | Coordinate geografiche: 19°51′57″S 43°58′15″W                                                                                               | Coordinate geografiche: 3°48′26.16″S 38°31′20.93″W  |
| Capienza: 76 804                                    | Capienza: 70 064 | Capienza: 62 547 | Capienza: 64 846                                    |
|                                                     | | |                                                     |
| Porto Alegre                                        | Belo Horizonte Brasilia Fortaleza Porto Alegre San Paolo Rio de Janeiro Salvador Natal Cuiabá Curitiba Manaus São Lourenço da Mata (Recife) | Belo Horizonte Brasilia Fortaleza Porto Alegre San Paolo Rio de Janeiro Salvador Natal Cuiabá Curitiba Manaus São Lourenço da Mata (Recife) | San Paolo                                           |
| Beira-Rio                                           | Belo Horizonte Brasilia Fortaleza Porto Alegre San Paolo Rio de Janeiro Salvador Natal Cuiabá Curitiba Manaus São Lourenço da Mata (Recife) | Belo Horizonte Brasilia Fortaleza Porto Alegre San Paolo Rio de Janeiro Salvador Natal Cuiabá Curitiba Manaus São Lourenço da Mata (Recife) | Arena Corinthians                                   |
| Coordinate geografiche: 30°03′56.21″S 51°14′09.91″W | Belo Horizonte Brasilia Fortaleza Porto Alegre San Paolo Rio de Janeiro Salvador Natal Cuiabá Curitiba Manaus São Lourenço da Mata (Recife) | Belo Horizonte Brasilia Fortaleza Porto Alegre San Paolo Rio de Janeiro Salvador Natal Cuiabá Curitiba Manaus São Lourenço da Mata (Recife) | Coordinate geografiche: 23°32′43.91″S 46°28′24.14″W |
| Capienza: 48 849                                    | Belo Horizonte Brasilia Fortaleza Porto Alegre San Paolo Rio de Janeiro Salvador Natal Cuiabá Curitiba Manaus São Lourenço da Mata (Recife) | Belo Horizonte Brasilia Fortaleza Porto Alegre San Paolo Rio de Janeiro Salvador Natal Cuiabá Curitiba Manaus São Lourenço da Mata (Recife) | Capienza: 65 807                                    |
|                                                     | Belo Horizonte Brasilia Fortaleza Porto Alegre San Paolo Rio de Janeiro Salvador Natal Cuiabá Curitiba Manaus São Lourenço da Mata (Recife) | Belo Horizonte Brasilia Fortaleza Porto Alegre San Paolo Rio de Janeiro Salvador Natal Cuiabá Curitiba Manaus São Lourenço da Mata (Recife) |                                                     |
| Cuiabá                                              | Belo Horizonte Brasilia Fortaleza Porto Alegre San Paolo Rio de Janeiro Salvador Natal Cuiabá Curitiba Manaus São Lourenço da Mata (Recife) | Belo Horizonte Brasilia Fortaleza Porto Alegre San Paolo Rio de Janeiro Salvador Natal Cuiabá Curitiba Manaus São Lourenço da Mata (Recife) | Curitiba                                            |
| Arena Pantanal                                      | Belo Horizonte Brasilia Fortaleza Porto Alegre San Paolo Rio de Janeiro Salvador Natal Cuiabá Curitiba Manaus São Lourenço da Mata (Recife) | Belo Horizonte Brasilia Fortaleza Porto Alegre San Paolo Rio de Janeiro Salvador Natal Cuiabá Curitiba Manaus São Lourenço da Mata (Recife) | Arena da Baixada                                    |
| Coordinate geografiche: 15°36′11″S 56°07′14″W       | Belo Horizonte Brasilia Fortaleza Porto Alegre San Paolo Rio de Janeiro Salvador Natal Cuiabá Curitiba Manaus São Lourenço da Mata (Recife) | Belo Horizonte Brasilia Fortaleza Porto Alegre San Paolo Rio de Janeiro Salvador Natal Cuiabá Curitiba Manaus São Lourenço da Mata (Recife) | Coordinate geografiche: 25°26′54″S 49°16′37″W       |
| Capienza: 42 968                                    | Belo Horizonte Brasilia Fortaleza Porto Alegre San Paolo Rio de Janeiro Salvador Natal Cuiabá Curitiba Manaus São Lourenço da Mata (Recife) | Belo Horizonte Brasilia Fortaleza Porto Alegre San Paolo Rio de Janeiro Salvador Natal Cuiabá Curitiba Manaus São Lourenço da Mata (Recife) | Capienza: 41 456                                    |
|                                                     | Belo Horizonte Brasilia Fortaleza Porto Alegre San Paolo Rio de Janeiro Salvador Natal Cuiabá Curitiba Manaus São Lourenço da Mata (Recife) | Belo Horizonte Brasilia Fortaleza Porto Alegre San Paolo Rio de Janeiro Salvador Natal Cuiabá Curitiba Manaus São Lourenço da Mata (Recife) |                                                     |
| Salvador                                            | Manaus | São Lourenço da Mata (Recife) | Natal                                               |
| Itaipava Arena Fonte Nova                           | Arena da Amazônia | Itaipava Arena Pernambuco | Arena das Dunas                                     |
| Coordinate geografiche: 12°58′43″S 38°30′15″W       | Coordinate geografiche: 3°04′59″S 60°01′41″W                                                                                                | Coordinate geografiche: 8°02′24″S 35°00′29″W                                                                                                | Coordinate geografiche: 5°49′44.18″S 35°12′49.91″W  |
| Capienza: 48 747                                    | Capienza: 42 374 | Capienza: 44 248 | Capienza: 42 086                                    |
|                                                     | | |                                                     |

### Altre infrastrutture

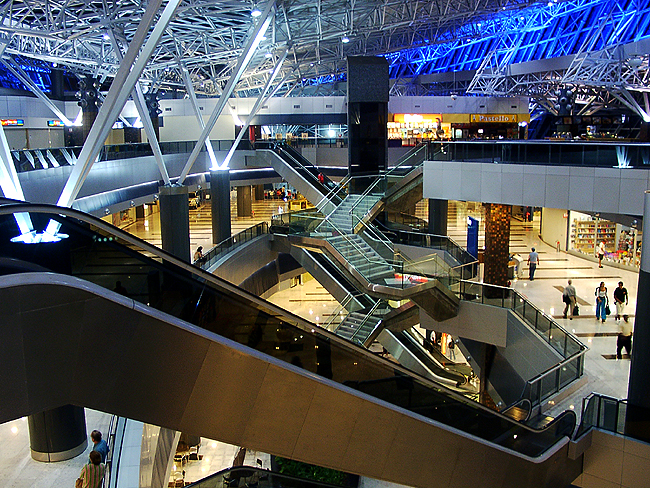
L'aeroporto Internazionale di Recife

Gli aeroporti sono stati definiti, dal comitato organizzatore, come "il grande problema". Si stima, infatti, che circa 600 000 persone utilizzeranno l'aereo per arrivare in Brasile, mentre circa 3 milioni lo utilizzeranno per viaggiare tra le varie città ospitanti.
Nonostante l'emanazione di una serie di normative atte ad accelerare i lavori, il governo brasiliano ha affermato, nel 2011, che solo in tre dei tredici aeroporti i lavori sarebbero stati portati a termine in tempo per il torneo. Il presidente Dilma Rousseff ha anche dichiarato che il governo dovrebbe fare "un forte intervento" al fine di garantire che tutti gli aeroporti siano pronti in tempo, anche aprire agli investimenti privati; la gestione di tre aeroporti è stata poi venduta all'asta nel 2013, con un guadagno di 10,8 miliardi di dollari.
Altri grandi progetti infrastrutturali sono stati avviati in tutto il paese, essi riguardano il sistema stradale e nuove metropolitane leggere e autobus a transito rapido per collegare gli aeroporti con le città e gli stadi.
La Brazilian Development Bank, inoltre, per permettere di ospitare il maggior numero di turisti, ha fornito circa 2 miliardi di real per modernizzare e aumentare la rete di hotel del paese. A Rio de Janeiro, questi lavori sono stati realizzati, anche, in previsione delle Olimpiadi.

## Squadre partecipanti
| Pr. | Squadra              | Data di qualificazione certa | Confederazione | Partecipante in quanto                                               | Partecipazioni precedenti al torneo                                                                                   |
| --- | -------------------- | ---------------------------- | -------------- | -------------------------------------------------------------------- | --- |
| 1   | Brasile              | 30 ottobre 2007              | CONMEBOL       | Rappresentativa della nazione organizzatrice della fase finale       | 19 (1930, 1934, 1938, 1950, 1954, 1958, 1962, 1966, 1970, 1974, 1978, 1982, 1986, 1990, 1994, 1998, 2002, 2006, 2010) |
| 2   | Giappone             | 4 giugno 2013                | AFC            | 1ª classificata nel gruppo B della fase finale di qualificazione     | 4 (1998, 2002, 2006, 2010)                                                                                            |
| 3   | Australia            | 18 giugno 2013               | AFC            | 2ª classificata nel gruppo B della fase finale di qualificazione     | 3 (1974, 2006, 2010)                                                                                                  |
| 4   | Iran                 | 18 giugno 2013               | AFC            | 1ª classificata nel gruppo A della fase finale di qualificazione     | 3 (1978, 1998, 2006)                                                                                                  |
| 5   | Corea del Sud        | 18 giugno 2013               | AFC            | 2ª classificata nel gruppo A della fase finale di qualificazione     | 8 (1954, 1986, 1990, 1994, 1998, 2002, 2006, 2010)                                                                    |
| 6   | Paesi Bassi          | 10 settembre 2013            | UEFA           | 1ª classificata nel gruppo D di qualificazione                       | 9 (1934, 1938, 1974, 1978, 1990, 1994, 1998, 2006, 2010)                                                              |
| 7   | Italia               | 10 settembre 2013            | UEFA           | 1ª classificata nel gruppo B di qualificazione                       | 17 (1934, 1938, 1950, 1954, 1962, 1966, 1970, 1974, 1978, 1982, 1986, 1990, 1994, 1998, 2002, 2006, 2010)             |
| 8   | Stati Uniti          | 10 settembre 2013            | CONCACAF       | 1ª classificata nel gruppo unico della fase finale di qualificazione | 9 (1930, 1934, 1950, 1990, 1994, 1998, 2002, 2006, 2010)                                                              |
| 9   | Costa Rica           | 10 settembre 2013            | CONCACAF       | 2ª classificata nel gruppo unico della fase finale di qualificazione | 3 (1990, 2002, 2006)                                                                                                  |
| 10  | Argentina            | 10 settembre 2013            | CONMEBOL       | 1ª classificata nel gruppo unico di qualificazione                   | 15 (1930, 1934, 1958, 1962, 1966, 1974, 1978, 1982, 1986, 1990, 1994, 1998, 2002, 2006, 2010)                         |
| 11  | Belgio               | 11 ottobre 2013              | UEFA           | 1ª classificata nel gruppo A di qualificazione                       | 11 (1930, 1934, 1938, 1954, 1970, 1982, 1986, 1990, 1994, 1998, 2002)                                                 |
| 12  | Svizzera             | 11 ottobre 2013              | UEFA           | 1ª classificata nel gruppo E di qualificazione                       | 9 (1934, 1938, 1950, 1954, 1962, 1966, 1994, 2006, 2010)                                                              |
| 13  | Germania             | 11 ottobre 2013              | UEFA           | 1ª classificata nel gruppo C di qualificazione                       | 17 (1934, 1938, 1954, 1958, 1962, 1966, 1970, 1974, 1978, 1982, 1986, 1990, 1994, 1998, 2002, 2006, 2010)             |
| 14  | Colombia             | 12 ottobre 2013              | CONMEBOL       | 2ª classificata nel gruppo unico di qualificazione                   | 4 (1962, 1990, 1994, 1998)                                                                                            |
| 15  | Russia               | 15 ottobre 2013              | UEFA           | 1ª classificata nel gruppo F di qualificazione                       | 9 (1958, 1962, 1966, 1970, 1982, 1986, 1990, 1994, 2002)                                                              |
| 16  | Bosnia ed Erzegovina | 15 ottobre 2013              | UEFA           | 1ª classificata nel gruppo G di qualificazione                       | Esordiente |
| 17  | Inghilterra          | 15 ottobre 2013              | UEFA           | 1ª classificata nel gruppo H di qualificazione                       | 13 (1950, 1954, 1958, 1962, 1966, 1970, 1982, 1986, 1990, 1998, 2002, 2006, 2010)                                     |
| 18  | Spagna               | 15 ottobre 2013              | UEFA           | 1ª classificata nel gruppo I di qualificazione                       | 13 (1934, 1950, 1962, 1966, 1978, 1982, 1986, 1990, 1994, 1998, 2002, 2006, 2010)                                     |
| 19  | Cile                 | 16 ottobre 2013              | CONMEBOL       | 3ª classificata nel gruppo unico di qualificazione                   | 8 (1930, 1950, 1962, 1966, 1974, 1982, 1998, 2010)                                                                    |
| 20  | Ecuador              | 16 ottobre 2013              | CONMEBOL       | 4ª classificata nel gruppo unico di qualificazione                   | 2 (2002, 2006) |
| 21  | Honduras             | 16 ottobre 2013              | CONCACAF       | 3ª classificata nel gruppo unico della fase finale di qualificazione | 2 (1982, 2010) |
| 22  | Costa d'Avorio       | 16 novembre 2013             | CAF            | Vincitrice del primo spareggio di qualificazione                     | 2 (2006, 2010) |
| 23  | Nigeria              | 16 novembre 2013             | CAF            | Vincitrice del secondo spareggio di qualificazione                   | 4 (1994, 1998, 2002, 2010)                                                                                            |
| 24  | Camerun              | 17 novembre 2013             | CAF            | Vincitrice del terzo spareggio di qualificazione                     | 6 (1982, 1990, 1994, 1998, 2002, 2010)                                                                                |
| 25  | Ghana                | 19 novembre 2013             | CAF            | Vincitrice del quarto spareggio di qualificazione                    | 2 (2006, 2010) |
| 26  | Algeria              | 19 novembre 2013             | CAF            | Vincitrice del quinto spareggio di qualificazione                    | 3 (1982, 1986, 2010)                                                                                                  |
| 27  | Grecia               | 19 novembre 2013             | UEFA           | Vincitrice del primo spareggio di qualificazione                     | 2 (1994, 2010) |
| 28  | Croazia              | 19 novembre 2013             | UEFA           | Vincitrice del secondo spareggio di qualificazione                   | 3 (1998, 2002, 2006)                                                                                                  |
| 29  | Portogallo           | 19 novembre 2013             | UEFA           | Vincitrice del terzo spareggio di qualificazione                     | 5 (1966, 1986, 2002, 2006, 2010)                                                                                      |
| 30  | Francia              | 19 novembre 2013             | UEFA           | Vincitrice del quarto spareggio di qualificazione                    | 13 (1930, 1934, 1938, 1954, 1958, 1966, 1978, 1982, 1986, 1998, 2002, 2006, 2010)                                     |
| 31  | Messico              | 20 novembre 2013             | CONCACAF       | Vincitrice dello spareggio CONCACAF-OFC                              | 14 (1930, 1950, 1954, 1958, 1962, 1966, 1970, 1978, 1986, 1994, 1998, 2002, 2006, 2010)                               |
| 32  | Uruguay              | 21 novembre 2013             | CONMEBOL       | Vincitrice dello spareggio CONMEBOL-AFC                              | 11 (1930, 1950, 1954, 1962, 1966, 1970, 1974, 1986, 1990, 2002, 2010)                                                 |

Nota bene: nella sezione "partecipazioni precedenti al torneo", le date in grassetto indicano che la nazione ha vinto quella edizione del torneo, mentre le date in corsivo indicano la nazione ospitante.
Con la vittoria dell'Uruguay ai danni della Giordania nello spareggio interzona è stato completato l'elenco delle 31 squadre qualificate alla fase finale del mondiale che si sono aggiunte al Brasile, ammesso di diritto in quanto paese organizzatore della manifestazione.
Tutte le otto rappresentative che hanno vinto la Coppa del Mondo (Uruguay, Italia, Germania, Brasile, Inghilterra, Argentina, Francia e Spagna) si sono qualificate per la fase finale per la seconda edizione consecutiva.
La Bosnia ed Erzegovina partecipa per la prima volta a un torneo internazionale di rilievo. Prima di questa edizione, dalla nascita della federazione avvenuta nel 1992, il suo miglior risultato era stato arrivare fino allo spareggio col Portogallo per la qualificazione a Sudafrica 2010.
La nazionale con il miglior Ranking FIFA al momento dell'inizio della competizione è la Spagna (1485 punti), detentrice dei titoli di Campione del Mondo e Campione d'Europa, seguita dalla Germania (1300) e dal Brasile (1242). Tra le 32 partecipanti è l'Australia ad avere il punteggio più basso, occupando la 62ª posizione (526 punti). La nazione meglio classificata tra le escluse è l'Ucraina (915 punti), che occupava il 16º posto.

### Convocazioni

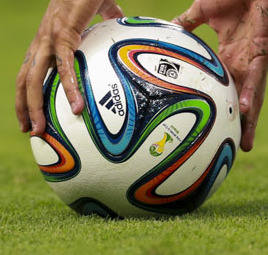
Adidas Brazuca, pallone ufficiale dei mondiali

Le federazioni nazionali hanno avuto tempo fino al 13 maggio 2014 per diramare un massimo di trenta nominativi preliminari senza limitazioni di ruoli.
Le liste ufficiali, composte da ventitré giocatori (di cui tre portieri), sono state invece presentate alla FIFA il 2 giugno 2014, anche se, fino a ventiquattro ore prima della partita d'esordio della squadra al campionato mondiale, sarà ancora ammessa la possibilità di sostituire uno o più convocati in caso di infortunio che pregiudichi la disputa dell'intera fase finale.
Dei 736 calciatori scelti dai rispettivi commissari tecnici 114 sono tesserati in squadre di club militanti nei campionati nazionali inglesi, 81 in quelli tedeschi e 78 in quelli italiani. La Russia è l'unica nazionale a essere rappresentata in toto da giocatori di squadre della stessa federazione. Le compagini di Bosnia ed Erzegovina, Costa d'Avorio, Ghana e Uruguay, al contrario, hanno un solo giocatore tesserato nella propria nazione.
Nei giorni immediatamente precedenti alla consegna delle liste ufficiali, diversi giocatori, molti dei quali presumibilmente titolari nelle loro rispettive nazionali, hanno subìto infortuni e non hanno potuto prendere parte alla fase finale. Tra questi spiccano i nomi di Reus (Germania), Ribéry (Francia) e Montolivo (Italia), ma anche quelli di Širokov (Russia), Akaminko (Ghana) e Montes (Messico). Altri ancora non sono riusciti a recuperare da infortuni precedenti, tra i tanti: Falcao (Colombia), Thiago Alcántara e Valdés (Spagna), Mati Fernández (Cile), Gómez (Germania), Rossi (Italia) e Strootman (Paesi Bassi).
Invece un caso particolare che scosse gli Stati Uniti d'America fu la mancata convocazione di Donovan (Stati Uniti), accolta polemicamente dall'opinione pubblica sportiva del paese.

## Ufficiali di gara
Al termine di un processo di preselezione partito nel 2011, il 15 gennaio 2014 la FIFA ha reso nota la lista definitiva degli ufficiali di gara. Per ogni confederazione, oltre alle terne titolari, sono presenti ulteriori arbitri con funzioni esclusive di quarto ufficiale e un solo assistente abbinato che prenderà il ruolo di quinto ufficiale nelle gare per le quali saranno designati. Non è prevista invece la figura dell'arbitro di porta, diffusa nelle competizioni UEFA. Il 19 maggio 2014 la FIFA ha sostituito l'assistente figiano Ravenish Kumar, inizialmente selezionato nella terna del neozelandese Peter O'Leary, con la riserva Mark Rule, anch'esso proveniente dalla Nuova Zelanda, a causa di un infortunio che gli ha impedito di partecipare ai test fisici nel raduno premondiale svoltosi a Zurigo nell'aprile del 2014. Il posto di riserva per la Confederazione Calcistica Oceanica è rimasto perciò vacante. Successivamente, l'11 giugno 2014 si apprende della defezione dell'arbitro sudafricano Daniel Frazer Bennett, selezionato come riserva, a causa di un infortunio patito durante una sessione di allenamento in Brasile il 3 giugno 2014. Bennett non viene sostituito da altri ufficiali di riserva, e l'assistente con lui abbinato rimane comunque a disposizione per tutto il torneo.
AFC
- Ravshan Irmatov
  - Assistenti:  Abdukhamidullo Rasulov;  Bakhadyr Kochkarov.
- Yūichi Nishimura
  - Assistenti:  Toru Sagara;  Toshiyuki Nagi.
- Nawaf Shukralla
  - Assistenti:  Yaser Khalil Abdulla Tulefat;  Ebrahim Mubarak Saleh.
- Benjamin Williams
  - Assistenti:  Matthew James Cream;  Hakan Anaz.
- Alireza Faghani (riserva)
  - Assistente:  Hassan Kamranifar.

CAF
- Noumandiez Doué
  - Assistenti:  Songuifolo Yeo;  Jean Claude Birumushashu.
- Bakary Gassama
  - Assistenti:  Evarist Menkouande;  Felicien Kabanda.
- Djamel Haimoudi
  - Assistenti:  Redouane Achik;  Abdelhak Etchiali.
- Néant Alioum (riserva).
  - Assistente:  Djibril Camara.
  - Assistente di riserva:  Marwa Range.

CONCACAF
- Joel Aguilar
  - Assistenti:  William Torres;  Francisco Zumba.
- Mark Geiger
  - Assistenti:  Mark Hurd;  Joe Fletcher.
- Marco Rodríguez
  - Assistenti:  Marvin Torrentera Rivera;  Marcos Quintero Huitron.
- Walter López Castellanos (riserva)
  - Assistente:  Leonel Leal Bermudez.
- Roberto Moreno Salazar (riserva)
  - Assistente:  Eric Boria.

CONMEBOL
- Enrique Osses
  - Assistenti:  Carlos Astroza;  Sergio Román.

- Néstor Pitana
  - Assistenti:  Hernán Pablo Maidana;  Juan Pablo Belatti.
- Sandro Ricci
  - Assistenti:  Emerson De Carvalho;  Marcelo Van Gasse.
- Wilmar Roldán
  - Assistenti:  Humberto Clavijo;  Eduardo Díaz.
- Carlos Vera
  - Assistenti:  Christian Lescano;  Byron Romero.
- Víctor Carrillo (riserva)
  - Assistente:  Rodney Aquino.

OFC
- Peter O'Leary
  - Assistenti:  Jan Hendrik Hintz;  Mark Rule.
- Norbert Hauata (riserva)

UEFA
- Nicola Rizzoli
  - Assistenti:  Renato Faverani;  Andrea Stefani.
- Felix Brych
  - Assistenti:  Mark Borsch;  Stefan Lupp.
- Cüneyt Çakır
  - Assistenti:  Bahattin Duran;  Tarik Ongun.
- Jonas Eriksson
  - Assistenti:  Mathias Klasenius;  Daniel Wärnmark.
- Björn Kuipers
  - Assistenti:  Sander Van Roekel;  Erwin Zeinstra.
- Milorad Mažić
  - Assistenti:  Milovan Ristić;  Dalibor Đurđević.
- Pedro Proença
  - Assistenti:  Bertino Miranda;  José Tiago Trigo.
- Carlos Velasco Carballo
  - Assistenti:  Roberto Alonso Fernández;  Juan Carlos Yuste Jiménez.
- Howard Webb
  - Assistenti:  Michael Mullarkey;  Darren Cann.
- Svein Oddvar Moen (riserva)
  - Assistente:  Kim Haglund.

### Tecnologia sulla linea di porta
Questa è la prima Coppa del Mondo in cui viene utilizzata una tecnologia sulla linea di porta, dopo il successo ottenuto nella Coppa del mondo per club FIFA 2012 in Giappone. Questa tecnologia viene installata in tutti gli stadi, con ogni volta un test pre-partita, al fine di sostenere gli ufficiali di gara. Viene utilizzato il sistema GoalRef, creata dall'istituto tedesco di ricerche fisiche Fraunhofer. Quando il pallone varca interamente la linea di porta, interrompe e ripristina le onde magnetiche collocate sulla linea (un meccanismo simile a quello degli antifurto dei caveau) e il microchip all'interno trasmette un segnale sonoro all'arbitro.

### Time out
Secondo quanto comunicato in occasione di una conferenza stampa tenutasi a San Paolo da parte del direttore della commissione medica della FIFA Jiří Dvořák, per tutelare la salute dei giocatori in campo è prevista la possibilità di introdurre due pause di tre o quattro minuti al 30º minuto di ogni tempo delle partite che verranno disputate alle ore 13:00 locali.
La prima applicazione di tale possibilità, inedita nel mondo del calcio, si è avuta nell'ottavo di finale Paesi Bassi-Messico disputato il 29 giugno.

### Spray in dotazione agli arbitri
Tutti gli arbitri hanno in dotazione, per la prima volta in una fase finale del campionato mondiale di calcio, uno spray evanescente, che serve a segnare la distanza della barriera sui calci di punizione. Prima dell'esecuzione del calcio piazzato, l'arbitro traccia una linea sull'erba, che funge da limite di avanzamento per i giocatori; in questo modo le eventuali infrazioni che gli uomini in barriera possono commettere quando l'arbitro è di spalle diventano evidenti e punibili. La pratica, originariamente diffusa nelle competizioni CONMEBOL, fu poi sperimentata anche dalla FIFA in diversi tornei, tra cui i Mondiali under-20 del 2013 e la Coppa del mondo per club FIFA 2013. La sperimentazione è andata a buon fine, e il 19 dicembre 2013 è stata comunicata ufficialmente l'approvazione degli spray per Brasile 2014.

## Riassunto del torneo

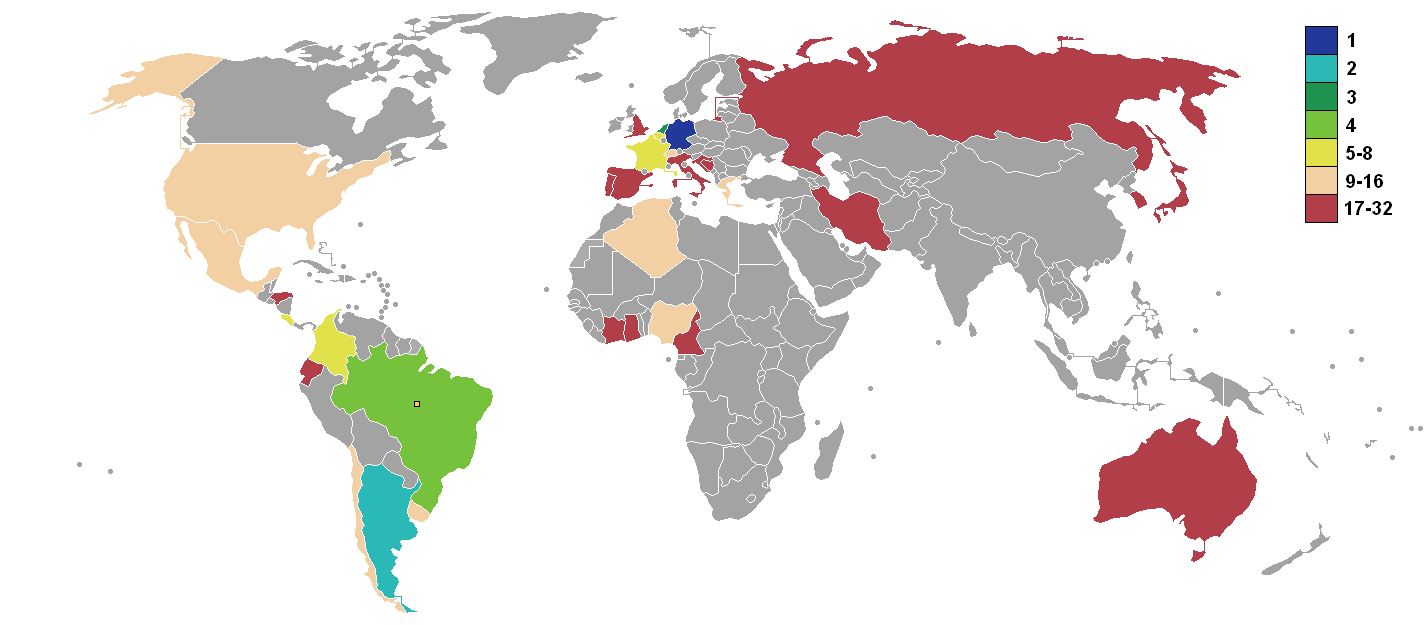
Piazzamenti delle nazionali

### Fase a gironi

#### Gruppo A

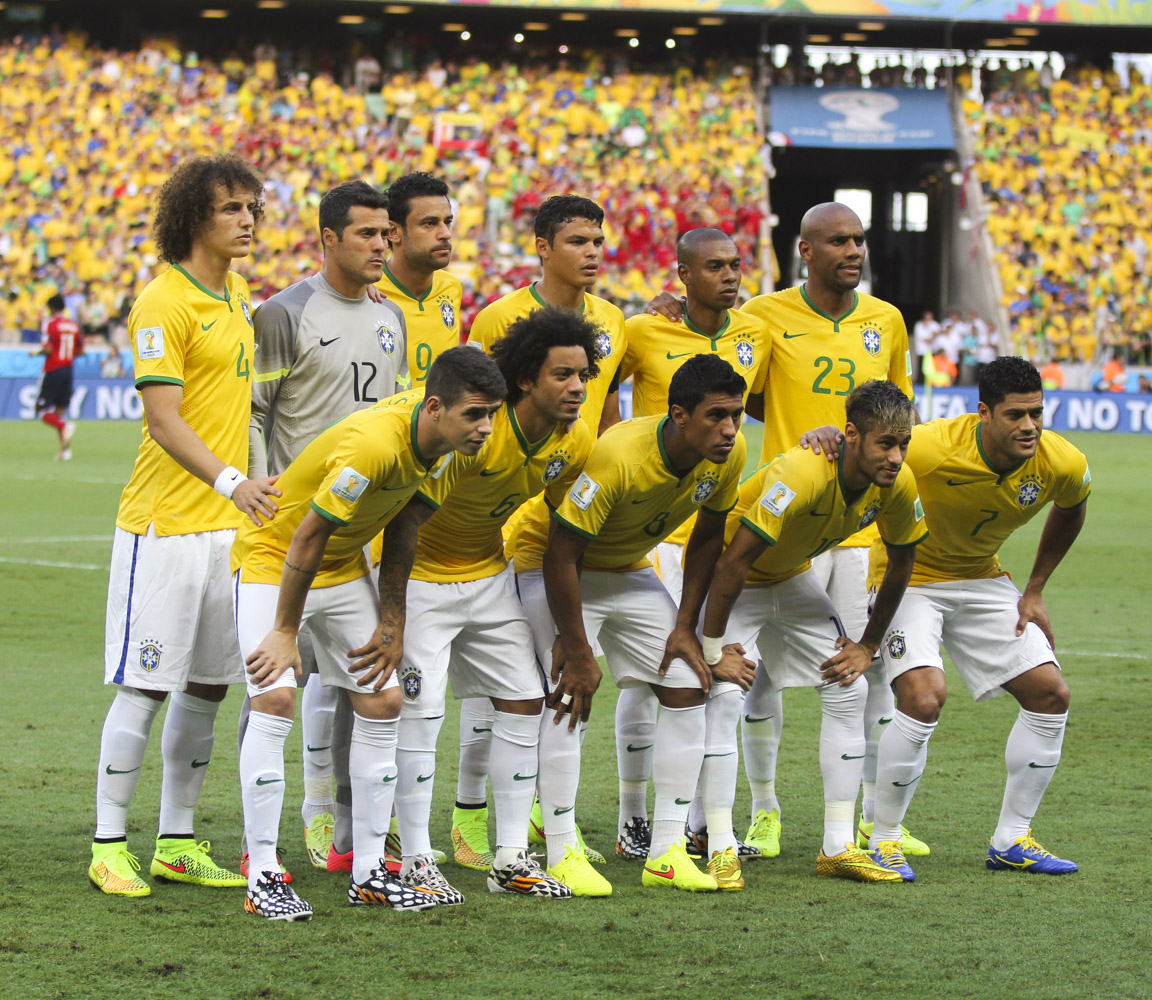
Il Brasile, nazione ospitante, passa il turno vincendo il proprio girone

Nella partita inaugurale del torneo il Brasile affronta la Croazia. Per questo incontro la FIFA avrebbe dovuto invitare anche Alcides Ghiggia, l'ultimo sopravvissuto della finale del Mondiale di Brasile 1950, conclusasi con la vittoria dell'Uruguay contro il Brasile per 2-1, passata alla storia con il nome di Maracanaço. I croati passano in vantaggio all'11' a causa di uno sfortunato autogol di Marcelo che, nel tentativo di anticipare Jelavić sugli sviluppi di un cross rasoterra servito sulla sinistra da Olić, insacca nella propria porta. I padroni di casa trovano il pareggio al 29' grazie a Neymar. La stella del Barcellona si ripete al 71', questa volta presentandosi dal dischetto e trasformando il rigore scaturito da un fallo commesso da Dejan Lovren ai danni di Fred. Al 91' è invece Oscar a siglare il definitivo 3-1.
L'altra partita, tra Messico e Camerun, termina sul punteggio di 1-0 con il gol partita realizzato da Oribe Peralta dopo due reti annullate ai messicani. Nel secondo turno il Brasile pareggia con il Messico con il risultato di 0-0 grazie ai numerosi interventi del portiere messicano Ochoa, mentre la Croazia batte 4-0 il Camerun, che viene così matematicamente eliminato. Nel turno conclusivo il Brasile sconfigge il Camerun per 4-1 con una doppietta di Neymar nella prima frazione, assicurandosi il primo posto nel girone, mentre il Messico, battendo la Croazia per 3-1 grazie a un'ottima ripresa, si garantisce l'accesso agli ottavi di finale. Passano Brasile e Messico, mentre Croazia e Camerun sono eliminati.

#### Gruppo B
Nella prima partita del girone la Spagna, campione del mondo e d'Europa in carica, affronta i finalisti mondiali della precedente edizione, i Paesi Bassi; il primo tempo si chiude in pareggio con una rete di testa di Robin Van Persie nel finale, quindi nella ripresa gli olandesi segnano altri quattro gol per un risultato finale di 1-5 complice delle incertezze di Casillas. La seconda partita, tra Cile e Australia, termina 3-1 per i sudamericani che dominano per quasi tutti i 90'. Nel secondo turno i Paesi Bassi vincono 3-2 contro l'Australia, che dopo la rete subita al 20' da Arjen Robben pareggia subito con Cahill e poi passa in vantaggio con un rigore di Jedinak, venendo poi contro-rimontata e sconfitta, mentre il Cile batte 2-0 la Spagna, che viene matematicamente eliminata assieme agli australiani. Passano Paesi Bassi e Cile, mentre Spagna e Australia sono eliminate. Nel turno conclusivo la Spagna, sconfiggendo 3-0 l'Australia, ottiene il terzo posto, mentre i Paesi Bassi vincono 2-0 con il Cile, assicurandosi il primo posto nel girone.

#### Gruppo C
La prima partita del girone, tra Colombia e Grecia, termina 3-0 per i sudamericani. Nella seconda partita ad affrontarsi sono la Costa d'Avorio e il Giappone; gli asiatici passano in vantaggio con Keisuke Honda, poi nel secondo tempo subiscono la rimonta ivoriana con gol di Wilfried Bony e Gervinho, venendo sconfitti 2-1. Nel secondo turno, la Colombia batte 2-1 la Costa d'Avorio, mentre Giappone e Grecia pareggiano a reti inviolate, risultato che qualifica matematicamente la Colombia agli ottavi di finale. Nel turno conclusivo la Colombia batte il Giappone per 4-1, eliminando i nipponici e assicurandosi il primo posto nel girone, mentre la Grecia si qualifica come seconda battendo la Costa d'Avorio 2-1 grazie a un calcio di rigore messo a segno nei minuti di recupero da Giōrgos Samaras. Passano Colombia e Grecia, mentre Costa d'Avorio e Giappone sono eliminati.

#### Gruppo D

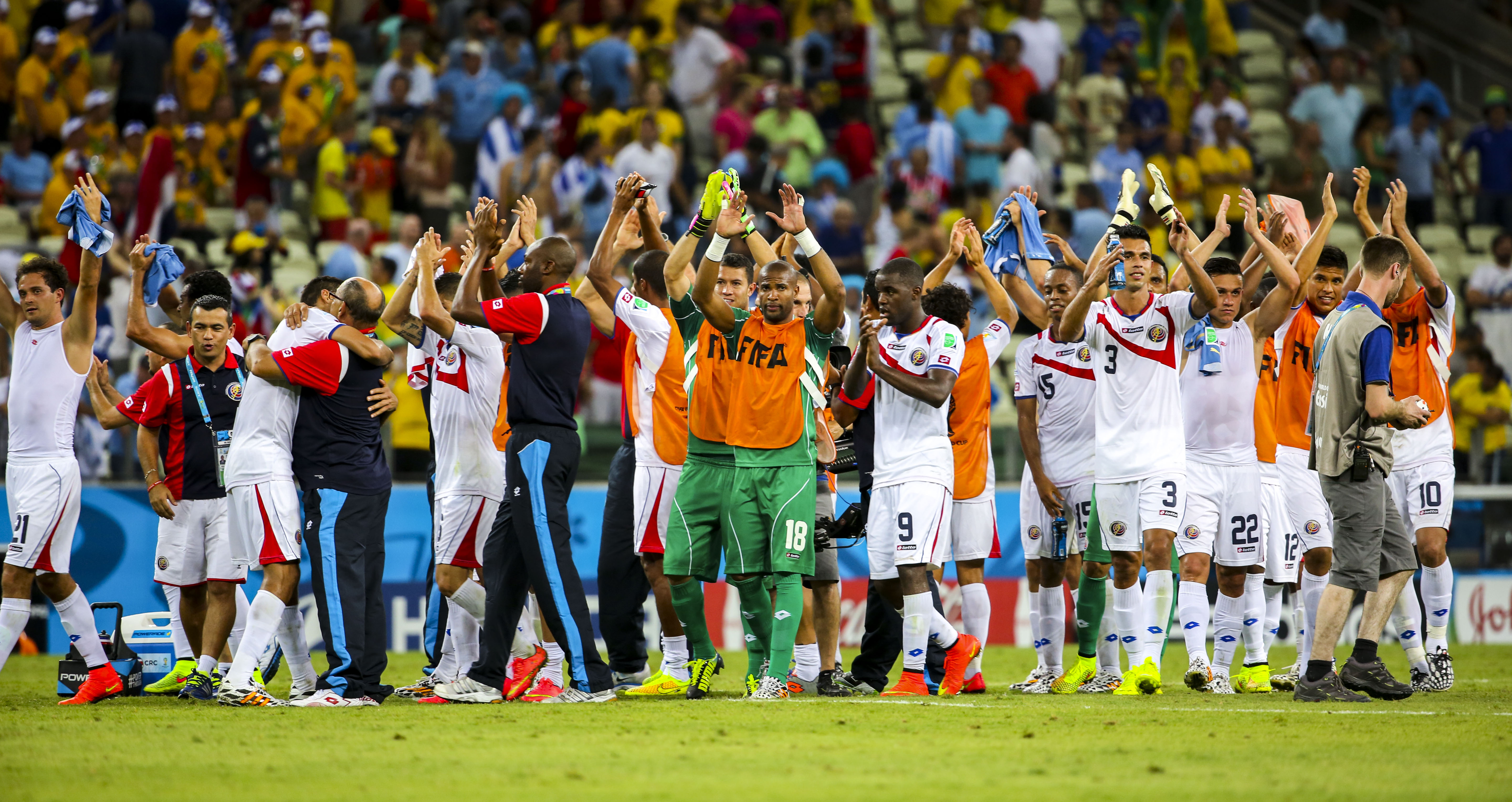
La sorprendente passa il turno vincendo il proprio girone

Il girone si apre con l'incontro tra Uruguay, campione d'America in carica e Costa Rica, vinto dai centroamericani, in rimonta, per 1-3. Nella seconda partita l'Italia, vicecampione d'Europa, batte 2-1 l'Inghilterra con gol di Claudio Marchisio e Daniel Sturridge nel primo tempo e di Mario Balotelli nella ripresa. Nel secondo turno l'Uruguay batte l'Inghilterra, grazie a una doppietta di Luis Suárez, mentre la Costa Rica batte l'Italia 1-0 con il gol partita di Bryan Ruiz. Il risultato qualifica matematicamente agli ottavi di finale i centroamericani e condanna all'eliminazione l'Inghilterra. Nel turno conclusivo l'Italia (alla quale per qualificarsi sarebbe bastato un pareggio) viene sconfitta 1-0 dall'Uruguay (gol decisivo di Diego Godín), che si qualifica per gli ottavi, sancendo la seconda eliminazione consecutiva degli azzurri al primo turno di un Mondiale, la partita fu segnata da due episodi controversi: la severa espulsione del giocatore italiano Claudio Marchisio al 58° e un morso dell'uruguaiano Luis Suarez ai danni di Giorgio Chiellini, fatto che invece non fu sanzionato dall'arbitro. Nell'altra partita del girone Costa Rica e Inghilterra chiudono con un pareggio a reti inviolate, che permette ai centroamericani di chiudere il girone al primo posto. Passano Costa Rica e Uruguay, mentre Italia e Inghilterra sono eliminate.

#### Gruppo E
Il girone si apre con la sfida tra Svizzera e Ecuador, vinta dagli elvetici per 2-1 con il gol partita realizzato, in pieno recupero, da Haris Seferović. Nella seconda partita, che vede di fronte Francia e Honduras, i francesi si impongono per 3-0 sui centroamericani. In quest'incontro, nella storia di un campionato del mondo, per la prima volta non vengono eseguiti gli inni nazionali mentre il gol del 2-0 è il primo gol a essere convalidato grazie all'uso della tecnologia di porta. Nel secondo turno la Francia batte la Svizzera per 5-2, mentre l'Ecuador sconfigge 2-1 l'Honduras, con una doppietta di Enner Valencia. Nel turno conclusivo la Svizzera batte 3-0 l'Honduras, assicurandosi l'accesso agli ottavi di finale grazie al pareggio 0-0 tra Ecuador e Francia. Passano Francia e Svizzera, mentre Ecuador e Honduras sono eliminati.

#### Gruppo F

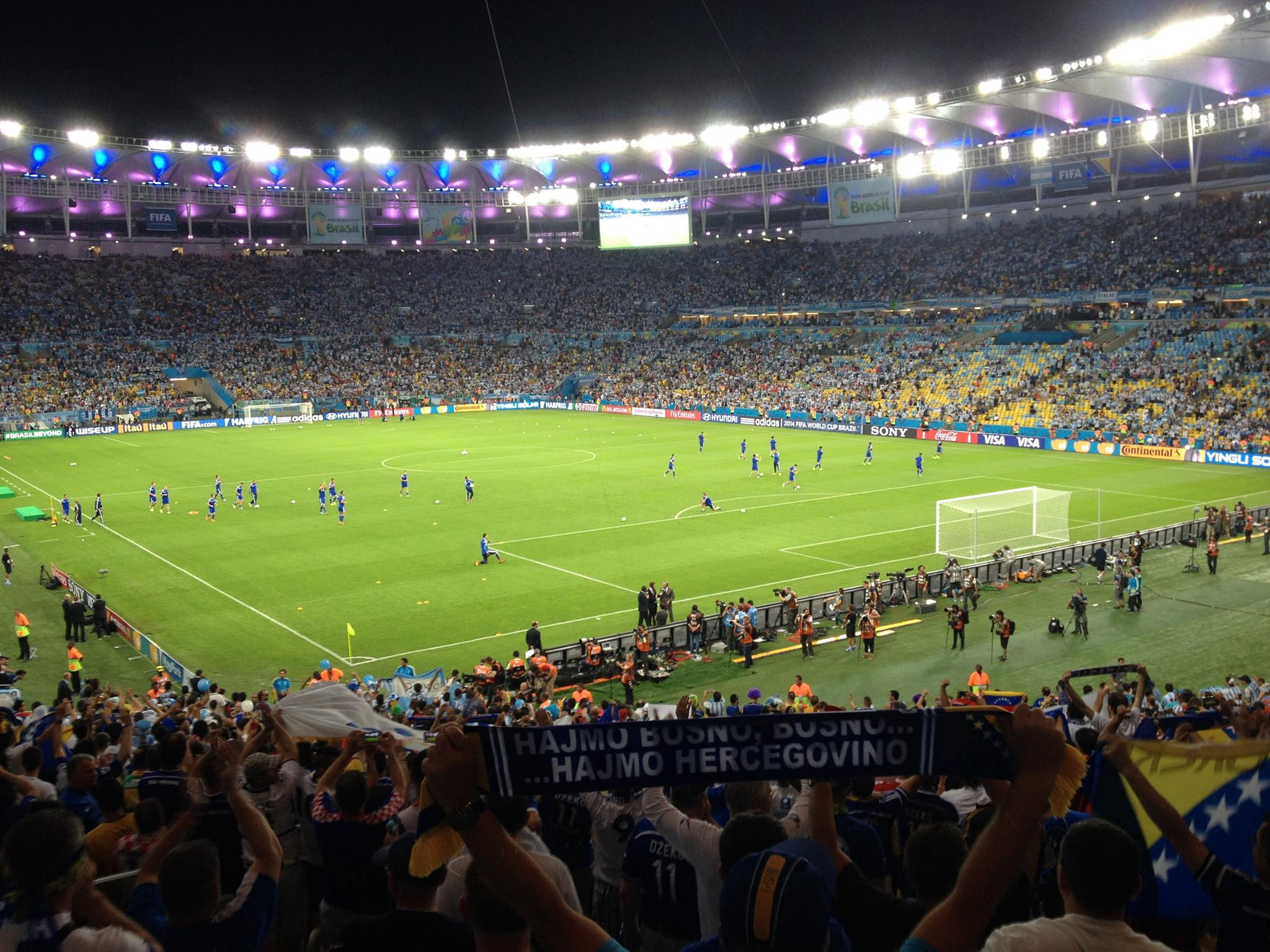
La partita tra Argentina e Bosnia ed Erzegovina, quest'ultima all'esordio nella fase finale di un mondiale

Nella prima partita del girone, tra Argentina e Bosnia ed Erzegovina, i sudamericani vincono per 2-1 sugli esordienti europei. La seconda partita, tra Iran e Nigeria, termina 0-0. Nel secondo turno l'Argentina batte 1-0 l'Iran con un gol nei minuti finali di Lionel Messi, garantendosi l'accesso matematico agli ottavi di finale, e, con il medesimo risultato, la Nigeria sconfigge la Bosnia ed Erzegovina, che viene così matematicamente eliminata. Nel turno conclusivo la Nigeria, nonostante la sconfitta per 3-2 contro l'Argentina, si assicura il passaggio agli ottavi di finale, grazie alla sconfitta per 3-1 dell'Iran contro la Bosnia. Passano Argentina e Nigeria, mentre Bosnia ed Erzegovina e Iran sono eliminati.

#### Gruppo G
Il girone si apre con la sfida tra Germania e Portogallo, vinta dai tedeschi per 4-0, grazie a una tripletta di Thomas Müller. Nella seconda partita ad affrontarsi sono Ghana e Stati Uniti; la partita termina 1-2, con gol partita di John Anthony Brooks. Nel secondo turno Germania e Ghana pareggiano con un risultato di 2-2; nella partita Miroslav Klose, realizzando il gol del 2-2, eguaglia il record di 15 reti totali nei campionati del mondo, detenuto da Ronaldo da otto anni. Nell'altra partita gli Stati Uniti pareggiano, con il medesimo risultato, con il Portogallo. Nel turno conclusivo la Germania batte gli Stati Uniti per 1-0 con gol di Müller e si qualifica come prima del girone, con gli statunitensi che riescono però a mantenere la seconda posizione. Infatti, la contemporanea vittoria per 2-1 del Portogallo sul Ghana, risulta inutile in quanto i lusitani avrebbero dovuto vincere con 4 gol di scarto per pareggiare la differenza reti degli americani e qualificarsi per il maggior numero di reti segnate. Passano quindi Germania e Stati Uniti, mentre Portogallo e Ghana sono eliminati.

#### Gruppo H
Nella prima partita del girone, tra Belgio e Algeria, i belgi vincono, in rimonta, per 2-1 con gol di Marouane Fellaini e Dries Mertens. La seconda partita, tra Russia e Corea del Sud, termina in pareggio con il risultato di 1-1. Nel secondo turno il Belgio sconfigge 1-0 la Russia, grazie a un gol nel finale di Divock Origi, garantendosi il passaggio agli ottavi di finale, mentre l'Algeria batte 4-2 la Corea del Sud. Nel turno conclusivo l'Algeria, grazie al pareggio 1-1 ottenuto contro la Russia, si qualifica per gli ottavi di finale, mentre il Belgio legittima il suo primo posto vincendo per 1-0, con gol partita di Jan Vertonghen, contro la Corea del Sud. Passano Belgio e Algeria, mentre Russia e Corea del Sud sono eliminate.

### Fase a eliminazione diretta

#### Ottavi di finale
Gli ottavi abbinano Brasile-Cile, Colombia-Uruguay, Paesi Bassi-Messico, Costa Rica-Grecia, Francia-Nigeria, Germania-Algeria, Argentina-Svizzera, Belgio-Stati Uniti.

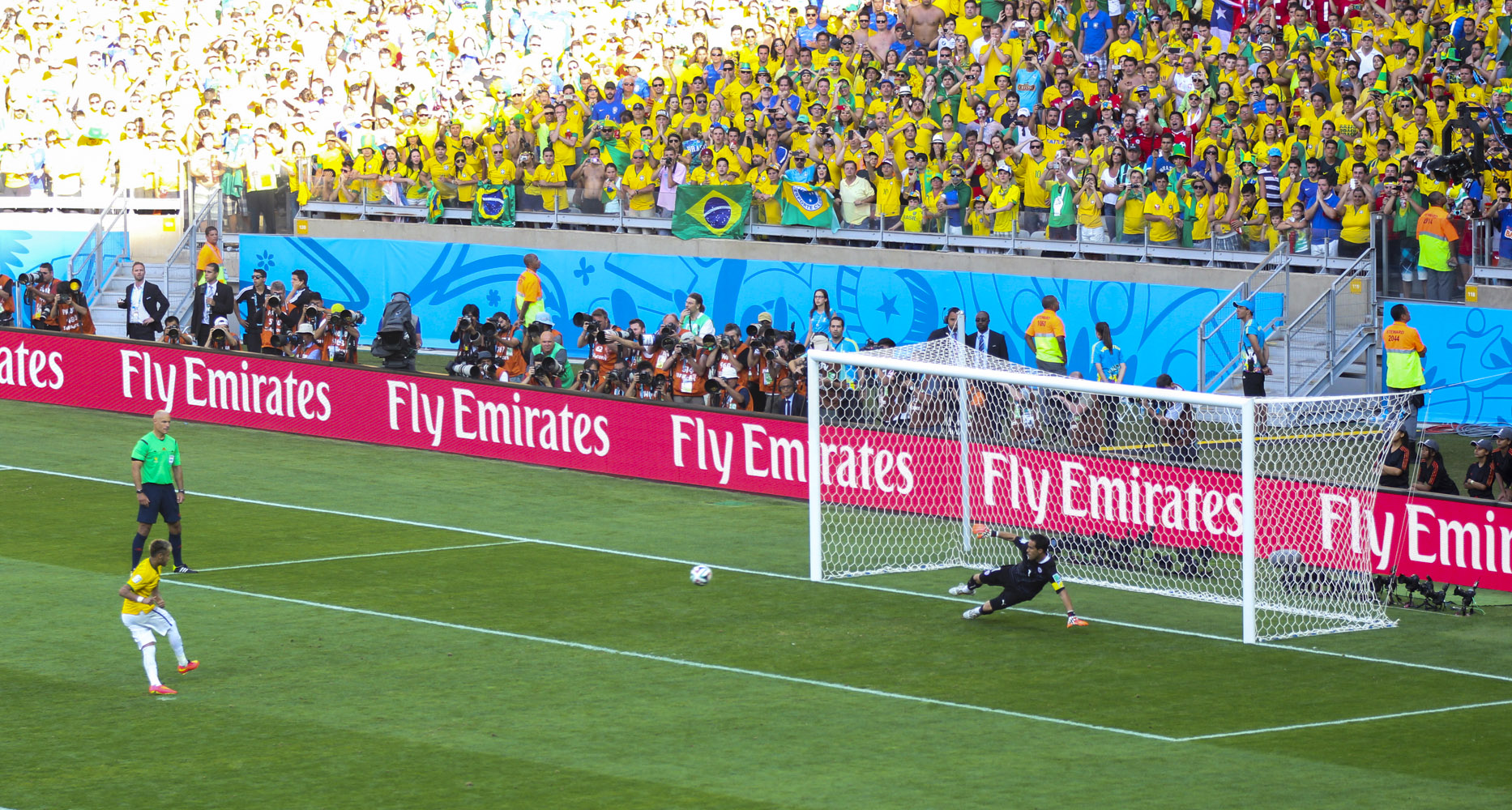
I verdeoro padroni di casa devono attendere i rigori per avere la meglio sulla nazionale cilena

Nel primo ottavo il Brasile batte il Cile 4-3 ai calci di rigore grazie all'errore decisivo di Gonzalo Jara, dopo che i tempi regolamentari e quelli supplementari si erano chiusi sull'1-1, frutto delle reti di David Luiz per i brasiliani e di Alexis Sánchez per i cileni.
Per il Cile si tratta della terza eliminazione consecutiva agli ottavi a opera del Brasile, dopo le edizioni del 1998 (1-4) e 2010 (0-3)
Nel secondo ottavo la Colombia prevale per 2-0 sull'Uruguay con una doppietta di James Rodríguez. Grazie a questa vittoria la squadra colombiana raggiunge per la prima volta i quarti di finale della massima competizione calcistica mondiale, dove sfiderà i verdeoro.
La sfida tra Paesi Bassi e Messico viene vinta dagli arancioni che, nonostante lo svantaggio iniziale dopo il goal di Giovani dos Santos a inizio ripresa, capovolgono il risultato grazie ai gol di Wesley Sneijder e di Klaas-Jan Huntelaar e passano il turno.
In Costa Rica-Grecia i Ticos si impongono ai rigori sulla Grecia, dopo essere passati in vantaggio a inizio ripresa con Bryan Ruiz ed essere stati raggiunti al 91' da Sōkratīs Papastathopoulos. Il rigore decisivo viene messo a segno da Michael Umaña.
Nel quinto ottavo di finale la Francia piega 2-0 la Nigeria grazie a due reti nel secondo tempo, la prima di Paul Pogba e la seconda grazie a una sfortunata deviazione di Joseph Yobo.
Germania e Algeria vede la vittoria dei tedeschi che, benché costretti ai tempi supplementari, la spuntano grazie ai goal di André Schürrle e Mesut Özil, prima del gol della bandiera algerino, firmato da Abdelmoumene Djabou.
Anche l'ottavo di finale tra Argentina e Svizzera non viene deciso nei tempi regolamentari; ai supplementari i sudamericani si impongono 1-0, grazie al gol messo a segno al 118º minuto da Ángel Di María.
L'ultima partita della prima fase finale vede la vittoria del Belgio sugli Stati Uniti per 2-1, anche in questo caso dopo i tempi supplementari, decisi dai gol di Kevin De Bruyne e Romelu Lukaku.
Per la prima volta nella storia dei Mondiali si qualificarono per i quarti di finale le otto squadre che avevano vinto i rispettivi gironi.

#### Quarti di finale

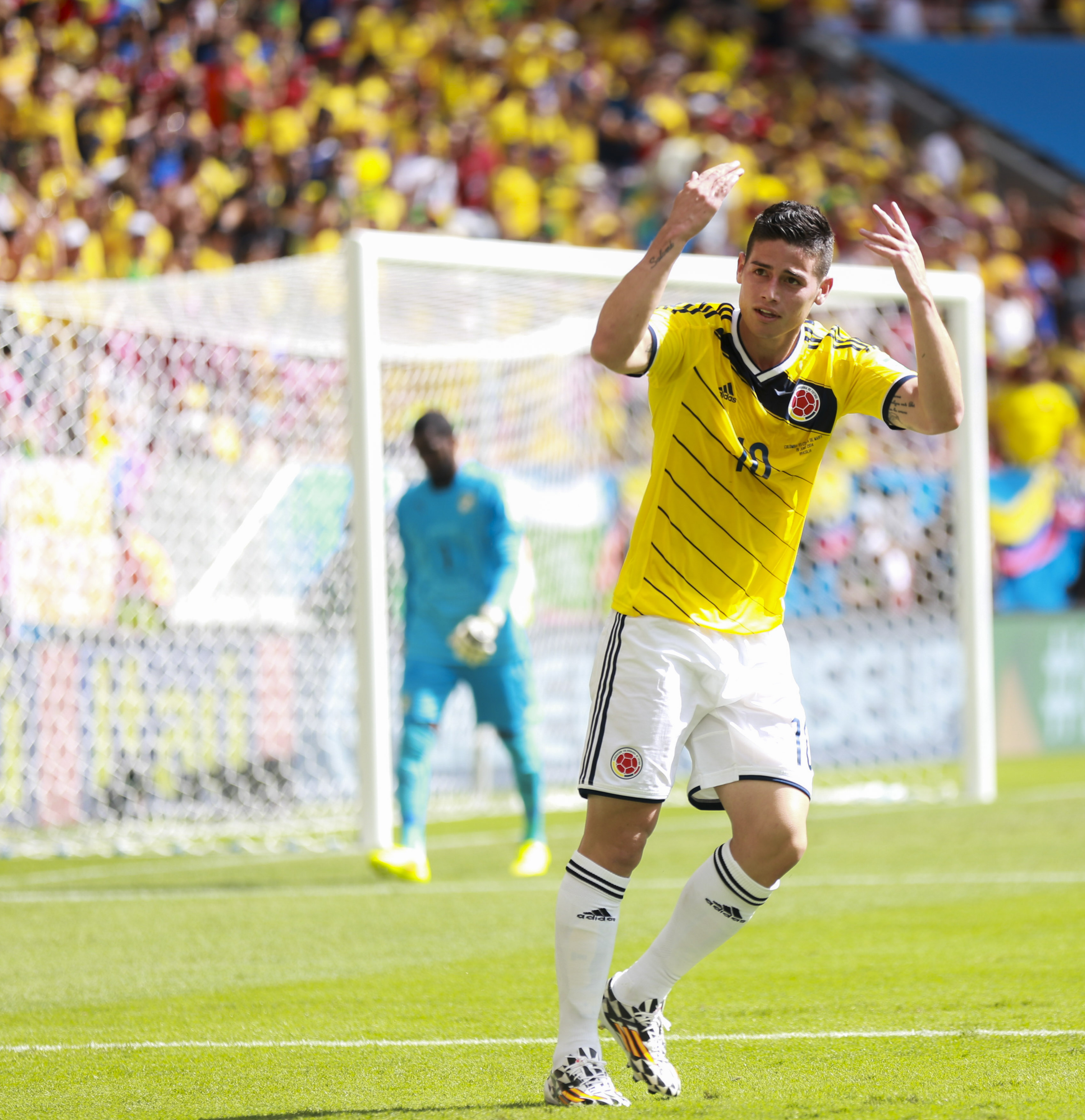
La del capocannoniere James Rodríguez si ferma ai quarti di finale per mano dei verdeoro

I quarti di finale propongono le sfide Brasile-Colombia, Francia-Germania, Paesi Bassi-Costa Rica e Argentina-Belgio.
Nel primo quarto la Germania sconfigge la Francia 1-0 grazie al gol iniziale di Hummels, che le permette di raggiungere la tredicesima semifinale ai campionati del mondo (la quarta consecutiva).
Nel secondo quarto il Brasile, grazie ai gol dei suoi difensori Thiago Silva e David Luiz, piega la Colombia con il punteggio di 2-1, perdendo però per infortunio la sua stella Neymar.
Nel terzo quarto di finale l'Argentina ha la meglio sul Belgio grazie al gol di Gonzalo Higuaín, che sancisce la vittoria per 1-0 dell'Albiceleste.
L'ultimo quarto di finale tra Paesi Bassi e Costa Rica, dopo un pareggio a reti inviolate al termine sia dei tempi regolamentari che dei tempi supplementari, si decide ai calci di rigore. Il tecnico olandese van Gaal sostituisce al 120' il portiere titolare Cillessen con Krul, che nella serie di tiri dal dischetto para due rigori, portando così i Paesi Bassi in semifinale.

#### Semifinali

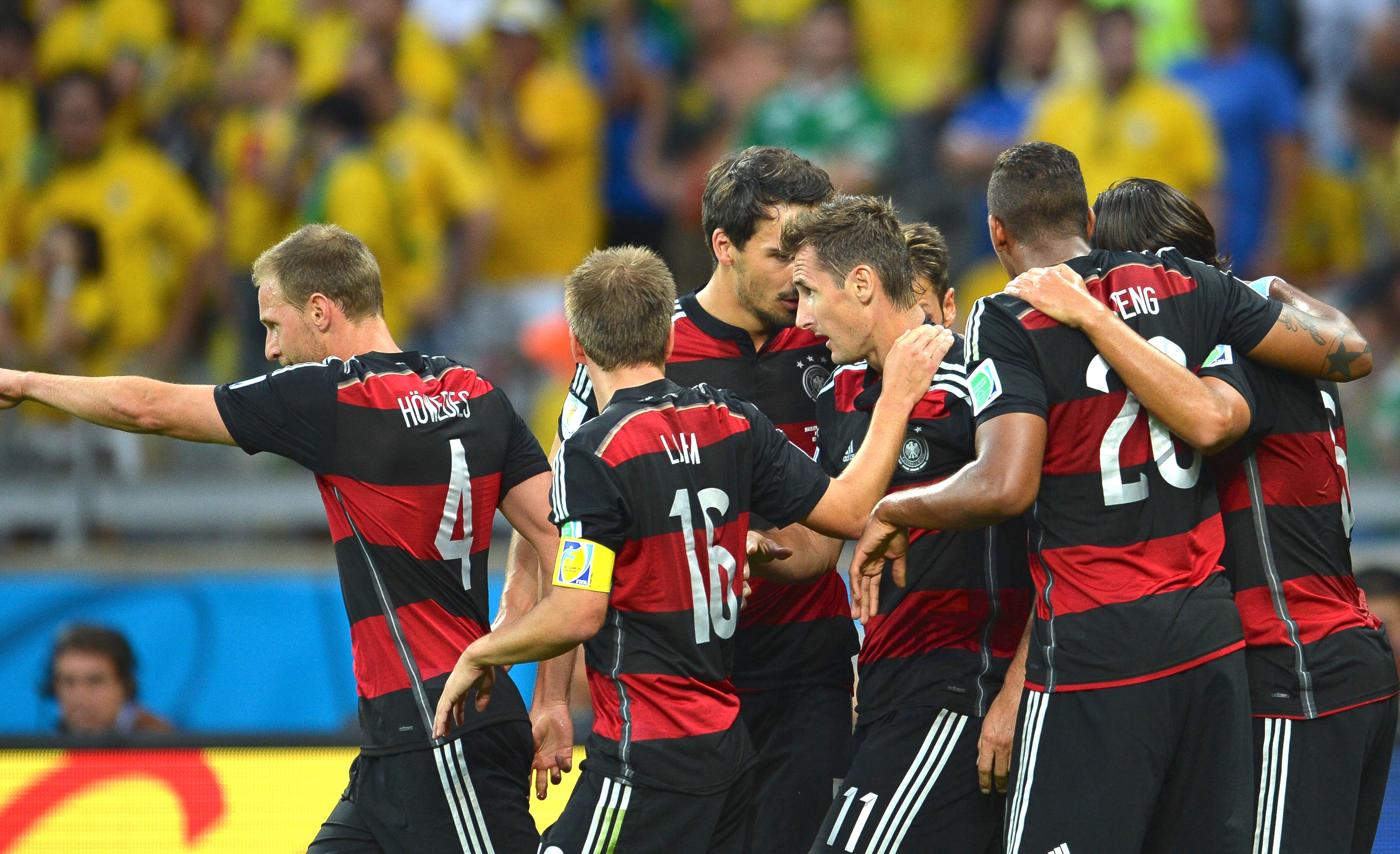
La Germania estromette il Brasile dalla finale per il titolo con lo storico risultato di 7-1

Le semifinali mettono di fronte Brasile-Germania e Paesi Bassi-Argentina. L'8 luglio al Mineirão di Belo Horizonte scendono in campo i padroni di casa del Brasile contro la Germania, con i teutonici che cercano la rivincita, in una riedizione della finale del Mondiale 2002. La partita prende subito una piega del tutto inaspettata: dopo 30 minuti i tedeschi sono in vantaggio per 5-0 sulla Seleçao, grazie alle reti di Müller, Klose (che nell'occasione stabilisce il nuovo record di marcature in un mondiale, giungendo a 16 reti), Khedira e alla doppietta di Kroos. È un vero e proprio dramma sportivo per i verdeoro, che nel secondo tempo subiscono altre due reti a opera di Schürrle. Il gol del definitivo 1-7 è segnato da Oscar all'ultimo minuto del tempo regolamentare. Prima di questa partita i brasiliani avevano perso con sei gol di scarto solamente contro l'Uruguay alla Copa América del 1920 e non avevano mai subito sette gol nella loro storia calcistica. La Germania raggiunge così l'ottava finale mondiale nella sua storia. L'umiliazione dei padroni di casa è stata definita con il termine Mineirazo, nome derivante dal celebre Maracanazo, la clamorosa sconfitta subita dal Brasile, sempre in casa, nella finale del mondiale 1950 contro l'Uruguay.
Il giorno seguente all'Arena Corinthians di San Paolo scendono in campo Paesi Bassi e Argentina, anche in questo caso in una riedizione di una finale di coppa del mondo, quella del Mondiale 1978. L'Argentina torna tra le prime 4 squadre a un mondiale dopo 24 anni di assenza (l'ultima volta era stato il secondo posto ai mondiali del 1990 disputatisi in Italia). A differenza dell'altra semifinale, la partita non è particolarmente emozionante, con le squadre che sembrano aver paura ad aprirsi troppo. La situazione non si sblocca né durante i tempi regolamentari né durante i 30' minuti aggiuntivi dei supplementari, che terminano sul risultato di 0-0 (lo stesso risultato dell'ultimo precedente ai mondiali tra le due nazionali risalente all'edizione 2006), dovendo passare ai tiri di rigore, di cui è grande protagonista il portiere dell'Argentina Sergio Romero, che riesce a neutralizzare i rigori calciati da Ron Vlaar e Wesley Sneijder. Gli argentini dal canto loro non sbagliano un tiro, vincendo 4-2 e accedendo alla finale.

#### Finale per il terzo posto
La finalina, giocata il 12 luglio a Brasilia, mette di fronte Brasile e Paesi Bassi, con gli olandesi che partono subito col piede giusto, trovando il vantaggio al 3' grazie a un rigore trasformato da van Persie. Gli olandesi trovano velocemente il raddoppio, andando a segno al 17' con Blind. Nel finale di partita, Wijnaldum segna il gol del definitivo 3-0.

#### Finale

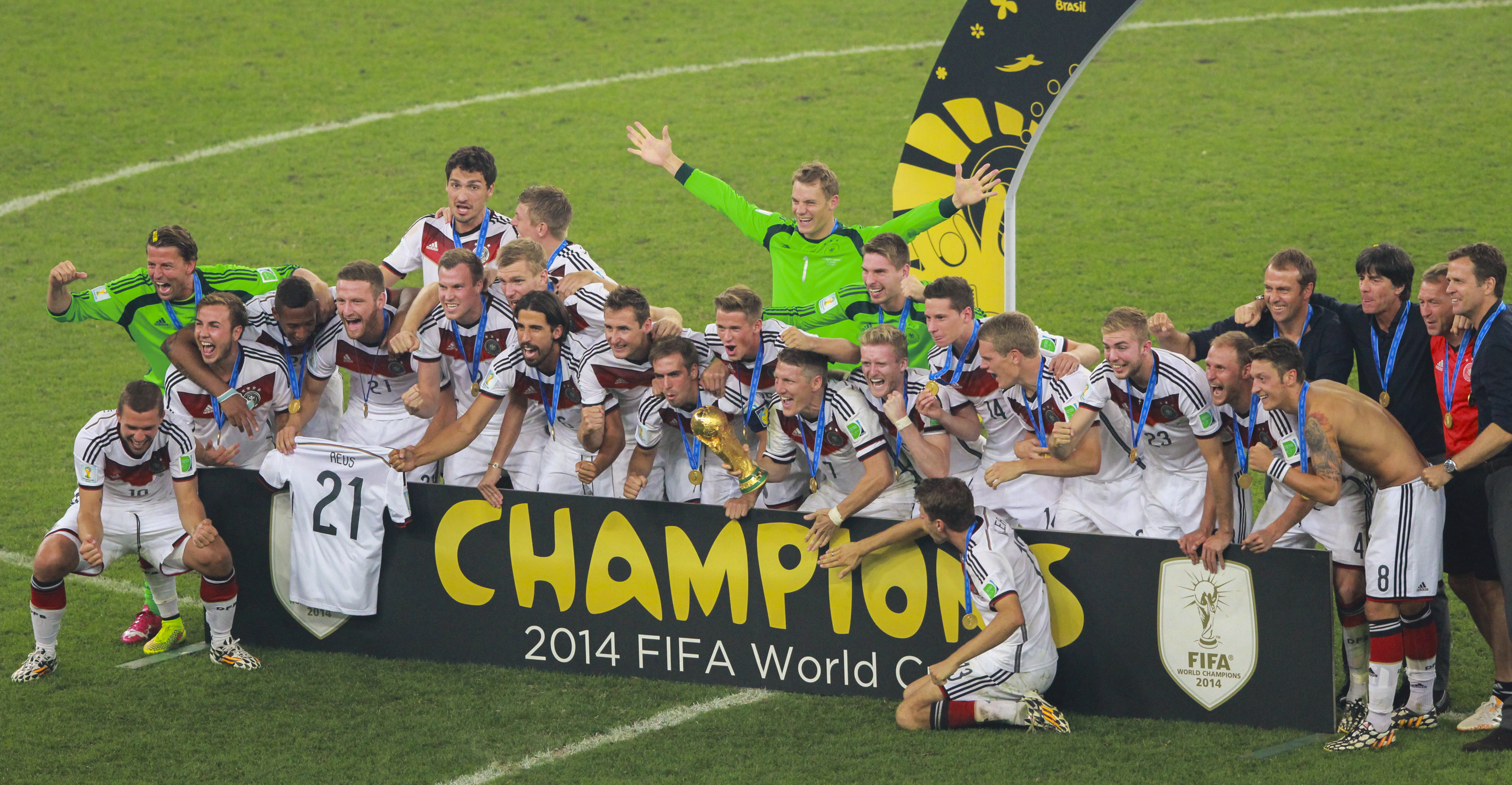
I tedeschi, a fine partita, festeggiano il loro quarto titolo mondiale

La finale, giocata il 13 luglio al Maracanã, è Germania-Argentina, la partita disputata per il maggior numero di volte come finale mondiale; quella di Rio de Janeiro è la terza, dopo le due consecutive a Messico '86 e Italia '90. Le due squadre si incontrano inoltre per il terzo mondiale consecutivo, infatti sia nel 2006 che nel 2010 la formazione argentina e quella teutonica si erano affrontate ai quarti di finale (in entrambi i casi vinsero i tedeschi).
La gara è avvincente, con occasioni da entrambe le parti. Gli argentini vanno vicini al gol in almeno tre nitide circostanze nei tempi regolamentari, con Higuaín nel primo tempo (al quale viene annullato anche un gol in fuorigioco), che in seguito a un retropassaggio avventato di Kroos ha l'occasione per portare in vantaggio l'Argentina, trovandosi solo davanti a Neuer ma calciando alla destra della porta tedesca, e con Messi in due occasioni tra primo e secondo tempo, mentre i tedeschi vanno vicino al gol nel primo tempo con Schürrle, che costringe il portiere argentino Romero a un'impegnativa parata, e con Höwedes nel recupero del primo tempo, che colpisce di testa il palo su calcio d'angolo, e nel secondo tempo con Kroos, che di piatto calcia qualche metro al lato della porta argentina. Il punteggio rimane fissato sullo 0-0 fino al 90'.
Ai supplementari sia i tedeschi che gli argentini vanno vicini alla marcatura, rispettivamente con Schürrle a pochi passi dalla porta, con parata di Romero, e con Palacio, che trovandosi a tu per tu con Neuer tenta un pallonetto che finisce di poco fuori dallo specchio della porta. La partita si decide a 7 minuti dalla fine dei tempi supplementari grazie a un gol di Götze (subentrato a Klose a pochi minuti dal termine dei tempi regolamentari) su assist di Schürrle. Gli argentini tentano un ultimo e disperato assalto, che però viene fermato dalla difesa teutonica.
La Germania si laurea così campione del mondo di calcio per la quarta volta nella sua storia, dopo le vittorie nel 1954, nel 1974 e nel 1990.

## Risultati

### Fase a gironi

#### Gruppo A

##### Classifica
| Pos. | Squadra | Pt | G | V | N | P | GF | GS | DR |
| ---- | ------- | -- | - | - | - | - | -- | -- | -- |
| 1.   | Brasile | 7  | 3 | 2 | 1 | 0 | 7  | 2  | +5 |
| 2.   | Messico | 7  | 3 | 2 | 1 | 0 | 4  | 1  | +3 |
| 3.   | Croazia | 3  | 3 | 1 | 0 | 2 | 6  | 6  | 0  |
| 4.   | Camerun | 0  | 3 | 0 | 0 | 3 | 1  | 9  | -8 |

##### Incontri
| Arbitro: | Nishimura |

|                                    |           |                    |
| Neymar 29’, 71’ (rig.) Oscar 90+1’ | Marcatori | 11’ (aut.) Marcelo |

| Arbitro: | Roldán |

|             |           |  |
| Peralta 61’ | Marcatori |  |

| Fortaleza 17 giugno 2014, ore 16:00 UTC-3 Incontro 16 | Brasile | 0 – 0 referto | Messico | Castelão (60 342 spett.)\| Arbitro: \| Çakır \| |
| Arbitro:                                              | Çakır   |               |         |                                                 |

| Arbitro: | Proença |

|  |           |                                         |
|  | Marcatori | 11’ Olić 48’ Perišić 61’, 73’ Mandžukić |

| Arbitro: | Eriksson |

|           |           |                                          |
| Matip 26’ | Marcatori | 17’, 35’ Neymar 49’ Fred 84’ Fernandinho |

| Arbitro: | Irmatov |

|             |           |                                        |
| Perišić 87’ | Marcatori | 72’ Márquez 75’ Guardado 82’ Hernández |

#### Gruppo B

##### Classifica
| Pos. | Squadra     | Pt | G | V | N | P | GF | GS | DR |
| ---- | ----------- | -- | - | - | - | - | -- | -- | -- |
| 1.   | Paesi Bassi | 9  | 3 | 3 | 0 | 0 | 10 | 3  | +7 |
| 2.   | Cile        | 6  | 3 | 2 | 0 | 1 | 5  | 3  | +2 |
| 3.   | Spagna      | 3  | 3 | 1 | 0 | 2 | 4  | 7  | -3 |
| 4.   | Australia   | 0  | 3 | 0 | 0 | 3 | 3  | 9  | -6 |

##### Incontri
| Arbitro: | Rizzoli |

|                   |           |                                                 |
| Alonso 27’ (rig.) | Marcatori | 44’, 72’ van Persie 53’, 80’ Robben 64’ de Vrij |

| Arbitro: | Doué |

|                                           |           |            |
| Sánchez 12’ Valdivia 14’ Beausejour 90+2’ | Marcatori | 35’ Cahill |

| Arbitro: | Haimoudi |

|                               |           |                                     |
| Cahill 21’ Jedinak 54’ (rig.) | Marcatori | 20’ Robben 58’ van Persie 68’ Depay |

| Arbitro: | Geiger |

|  |           |                         |
|  | Marcatori | 20’ Vargas 43’ Aránguiz |

| Arbitro: | Shukralla |

|  |           |                               |
|  | Marcatori | 36’ Villa 69’ Torres 82’ Mata |

| Arbitro: | Gassama |

|                     |           |  |
| Fer 77’ Depay 90+2’ | Marcatori |  |

#### Gruppo C

##### Classifica
| Pos. | Squadra        | Pt | G | V | N | P | GF | GS | DR |
| ---- | -------------- | -- | - | - | - | - | -- | -- | -- |
| 1.   | Colombia       | 9  | 3 | 3 | 0 | 0 | 9  | 2  | +7 |
| 2.   | Grecia         | 4  | 3 | 1 | 1 | 1 | 2  | 4  | -2 |
| 3.   | Costa d'Avorio | 3  | 3 | 1 | 0 | 2 | 4  | 5  | -1 |
| 4.   | Giappone       | 1  | 3 | 0 | 1 | 2 | 2  | 6  | -4 |

##### Incontri
| Arbitro: | Geiger |

|                                         |           |  |
| Armero 5’ Gutiérrez 58’ Rodríguez 90+3’ | Marcatori |  |

| Arbitro: | Osses |

|                       |           |           |
| Bony 64’ Gervinho 66’ | Marcatori | 16’ Honda |

| Arbitro: | Webb |

|                            |           |              |
| Rodríguez 64’ Quintero 70’ | Marcatori | 73’ Gervinho |

| Natal 19 giugno 2014, ore 19:00 UTC-3 Incontro 23 | Giappone | 0 – 0 referto | Grecia | Arena das Dunas (39 485 spett.)\| Arbitro: \| Aguilar \| |
| Arbitro:                                          | Aguilar  |               |        |                                                          |

| Arbitro: | Proença |

|               |           |                                                     |
| Okazaki 45+1’ | Marcatori | 17’ (rig.) Cuadrado 55’, 82’ Martínez 90’ Rodríguez |

| Arbitro: | Vera |

|                                  |           |          |
| Samarīs 42’ Samaras 90+3’ (rig.) | Marcatori | 74’ Bony |

#### Gruppo D

##### Classifica
| Pos. | Squadra     | Pt | G | V | N | P | GF | GS | DR |
| ---- | ----------- | -- | - | - | - | - | -- | -- | -- |
| 1.   | Costa Rica  | 7  | 3 | 2 | 1 | 0 | 4  | 1  | +3 |
| 2.   | Uruguay     | 6  | 3 | 2 | 0 | 1 | 4  | 4  | 0  |
| 3.   | Italia      | 3  | 3 | 1 | 0 | 2 | 2  | 3  | -1 |
| 4.   | Inghilterra | 1  | 3 | 0 | 1 | 2 | 2  | 4  | -2 |

##### Incontri
| Arbitro: | Brych |

|                   |           |                                   |
| Cavani 24’ (rig.) | Marcatori | 54’ Campbell 57’ Duarte 84’ Ureña |

| Arbitro: | Kuipers |

|               |           |                             |
| Sturridge 37’ | Marcatori | 35’ Marchisio 50’ Balotelli |

| Arbitro: | Velasco Carballo |

|                 |           |            |
| Suárez 39’, 85’ | Marcatori | 75’ Rooney |

| Arbitro: | Osses |

|  |           |          |
|  | Marcatori | 44’ Ruiz |

| Arbitro: | Rodríguez |

|  |           |           |
|  | Marcatori | 81’ Godín |

| Belo Horizonte 24 giugno 2014, ore 13:00 UTC-3 Incontro 38 | Costa Rica | 0 – 0 referto | Inghilterra | Mineirão (57 823 spett.)\| Arbitro: \| Haimoudi \| |
| Arbitro:                                                   | Haimoudi   |               |             |                                                    |

#### Gruppo E

##### Classifica
| Pos. | Squadra  | Pt | G | V | N | P | GF | GS | DR |
| ---- | -------- | -- | - | - | - | - | -- | -- | -- |
| 1.   | Francia  | 7  | 3 | 2 | 1 | 0 | 8  | 2  | +6 |
| 2.   | Svizzera | 6  | 3 | 2 | 0 | 1 | 7  | 6  | +1 |
| 3.   | Ecuador  | 4  | 3 | 1 | 1 | 1 | 3  | 3  | 0  |
| 4.   | Honduras | 0  | 3 | 0 | 0 | 3 | 1  | 8  | -7 |

##### Incontri
| Arbitro: | Irmatov |

|                             |           |                 |
| Mehmedi 48’ Seferović 90+3’ | Marcatori | 22’ E. Valencia |

| Arbitro: | Ricci |

|                                               |           |  |
| Benzema 45’ (rig.), 72’ Valladares 48’ (aut.) | Marcatori |  |

| Arbitro: | Kuipers |

|                        |           |                                                             |
| Džemaili 81’ Xhaka 87’ | Marcatori | 17’ Giroud 18’ Matuidi 40’ Valbuena 67’ Benzema 73’ Sissoko |

| Arbitro: | Williams |

|            |           |                      |
| Costly 31’ | Marcatori | 34’, 65’ E. Valencia |

| Arbitro: | Pitana |

|  |           |                      |
|  | Marcatori | 6’, 31’, 71’ Shaqiri |

| Rio de Janeiro 25 giugno 2014, ore 17:00 UTC-3 Incontro 44 | Ecuador | 0 – 0 referto | Francia | Maracanã (73 749 spett.)\| Arbitro: \| Doué \| |
| Arbitro:                                                   | Doué    |               |         |                                                |

#### Gruppo F

##### Classifica
| Pos. | Squadra              | Pt | G | V | N | P | GF | GS | DR |
| ---- | -------------------- | -- | - | - | - | - | -- | -- | -- |
| 1.   | Argentina            | 9  | 3 | 3 | 0 | 0 | 6  | 3  | +3 |
| 2.   | Nigeria              | 4  | 3 | 1 | 1 | 1 | 3  | 3  | 0  |
| 3.   | Bosnia ed Erzegovina | 3  | 3 | 1 | 0 | 2 | 4  | 4  | 0  |
| 4.   | Iran                 | 1  | 3 | 0 | 1 | 2 | 1  | 4  | -3 |

##### Incontri
| Arbitro: | Aguilar |

|                               |           |              |
| Kolašinac 3’ (aut.) Messi 65’ | Marcatori | 85’ Ibišević |

| Curitiba 16 giugno 2014, ore 16:00 UTC-3 Incontro 13 | Iran | 0 – 0 referto | Nigeria | Arena da Baixada (38 081 spett.)\| Arbitro: \| Vera \| |
| Arbitro:                                             | Vera |               |         |                                                        |

| Arbitro: | Mažić |

|             |           |  |
| Messi 90+1’ | Marcatori |  |

| Arbitro: | O'Leary |

|                |           |  |
| Odemwingie 29’ | Marcatori |  |

| Arbitro: | Rizzoli |

|              |           |                          |
| Musa 4’, 47’ | Marcatori | 3’, 45+1’ Messi 50’ Rojo |

| Arbitro: | Velasco Carballo |

|                                    |           |                    |
| Džeko 23’ Pjanić 59’ Vršajević 83’ | Marcatori | 82’ Ghoochannejhad |

#### Gruppo G

##### Classifica
| Pos. | Squadra     | Pt | G | V | N | P | GF | GS | DR |
| ---- | ----------- | -- | - | - | - | - | -- | -- | -- |
| 1.   | Germania    | 7  | 3 | 2 | 1 | 0 | 7  | 2  | +5 |
| 2.   | Stati Uniti | 4  | 3 | 1 | 1 | 1 | 4  | 4  | 0  |
| 3.   | Portogallo  | 4  | 3 | 1 | 1 | 1 | 4  | 7  | -3 |
| 4.   | Ghana       | 1  | 3 | 0 | 1 | 2 | 4  | 6  | -2 |

##### Incontri
| Arbitro: | Mažić |

|                                           |           |  |
| Müller 12’ (rig.), 45+1’, 78’ Hummels 32’ | Marcatori |  |

| Arbitro: | Eriksson |

|             |           |                       |
| A. Ayew 82’ | Marcatori | 1’ Dempsey 86’ Brooks |

| Arbitro: | Ricci |

|                     |           |                      |
| Götze 51’ Klose 71’ | Marcatori | 54’ A. Ayew 63’ Gyan |

| Arbitro: | Pitana |

|                       |           |                      |
| Jones 64’ Dempsey 81’ | Marcatori | 5’ Nani 90+5’ Varela |

| Arbitro: | Irmatov |

|  |           |            |
|  | Marcatori | 55’ Müller |

| Arbitro: | Shukralla |

|                             |           |          |
| Boye 31’ (aut.) Ronaldo 79’ | Marcatori | 57’ Gyan |

#### Gruppo H

##### Classifica
| Pos. | Squadra       | Pt | G | V | N | P | GF | GS | DR |
| ---- | ------------- | -- | - | - | - | - | -- | -- | -- |
| 1.   | Belgio        | 9  | 3 | 3 | 0 | 0 | 4  | 1  | +3 |
| 2.   | Algeria       | 4  | 3 | 1 | 1 | 1 | 6  | 5  | +1 |
| 3.   | Russia        | 2  | 3 | 0 | 2 | 1 | 2  | 3  | -1 |
| 4.   | Corea del Sud | 1  | 3 | 0 | 1 | 2 | 3  | 6  | -3 |

##### Incontri
| Arbitro: | Rodríguez |

|                          |           |                     |
| Fellaini 70’ Mertens 80’ | Marcatori | 25’ (rig.) Feghouli |

| Arbitro: | Pitana |

|              |           |         |
| Keržakov 74’ | Marcatori | 68’ Lee |

| Arbitro: | Brych |

|           |           |  |
| Origi 88’ | Marcatori |  |

| Arbitro: | Roldán |

|                 |           |                                                 |
| Son 50’ Koo 72’ | Marcatori | 26’ Slimani 28’ Halliche 38’ Djabou 62’ Brahimi |

| Arbitro: | Williams |

|  |           |                |
|  | Marcatori | 78’ Vertonghen |

| Arbitro: | Çakır |

|             |           |            |
| Slimani 60’ | Marcatori | 6’ Kokorin |

### Fase a eliminazione diretta

#### Tabellone
|  | Ottavi di finale | Ottavi di finale | Ottavi di finale |                 |                   | Quarti di finale  | Quarti di finale | Quarti di finale |             |         | Semifinali | Semifinali | Semifinali |                           |                           | Finale                    | Finale | Finale |  |
|  |                  |                  |                  |                 |                   |                   |                  |                  |             |         |            |            |            |                           |                           |                           |        |        |  |
|  | 1A               | Brasile (dtr)    | 1 (3)            |                 |                   |                   |                  |                  |             |         |            |            |            |                           |                           |                           |        |        |  |
|  | 1A               | Brasile (dtr)    | 1 (3)            |                 |                   |                   |                  |                  |             |         |            |            |            |                           |                           |                           |        |        |  |
|  | 2B               | Cile             | 1 (2)            |                 |                   |                   |                  |                  |             |         |            |            |            |                           |                           |                           |        |        |  |
|  | 2B               | Cile             | 1 (2)            |                 | Brasile           | Brasile           | 2                |                  |             |         |            |            |            |                           |                           |                           |        |        |  |
|  |                  |                  |                  |                 | Brasile           | Brasile           | 2                |                  |             |         |            |            |            |                           |                           |                           |        |        |  |
|  |                  |                  | Colombia         | Colombia        | 1                 |                   |                  |                  |             |         |            |            |            |                           |                           |                           |        |        |  |
|  | 1C               | Colombia         | Colombia         | Colombia        | 1                 | 2                 |                  |                  |             |         |            |            |            |                           |                           |                           |        |        |  |
|  | 1C               | Colombia         |                  |                 |                   |                   |                  |                  |             |         |            |            |            |                           |                           |                           |        |        |  |
|  | 2D               | Uruguay          | 0                |                 |                   |                   |                  |                  |             |         |            |            |            |                           |                           |                           |        |        |  |
|  | 2D               | Uruguay          | 0                |                 | Brasile           | Brasile           | 1                |                  |             |         |            |            |            |                           |                           |                           |        |        |  |
|  |                  |                  |                  |                 |                   |                   |                  |                  |             |         |            |            |            |                           |                           |                           |        |        |  |
|  |                  |                  | Germania         | Germania        | 7                 |                   |                  |                  |             |         |            |            |            |                           |                           |                           |        |        |  |
|  | 1E               | Francia          | Germania         | Germania        | 7                 | 2                 |                  |                  |             |         |            |            |            |                           |                           |                           |        |        |  |
|  | 1E               | Francia          |                  |                 |                   |                   |                  |                  |             |         |            |            |            |                           |                           |                           |        |        |  |
|  | 2F               | Nigeria          | 0                |                 |                   |                   |                  |                  |             |         |            |            |            |                           |                           |                           |        |        |  |
|  | 2F               | Nigeria          | 0                |                 | Francia           | Francia           | 0                |                  |             |         |            |            |            |                           |                           |                           |        |        |  |
|  |                  |                  |                  |                 | Francia           | Francia           | 0                |                  |             |         |            |            |            |                           |                           |                           |        |        |  |
|  |                  |                  | Germania         | Germania        | 1                 |                   |                  |                  |             |         |            |            |            |                           |                           |                           |        |        |  |
|  | 1G               | Germania (dts)   | Germania         | Germania        | 1                 | 2                 |                  |                  |             |         |            |            |            |                           |                           |                           |        |        |  |
|  | 1G               | Germania (dts)   |                  |                 |                   |                   |                  |                  |             |         |            |            |            |                           |                           |                           |        |        |  |
|  | 2H               | Algeria          | 1                |                 |                   |                   |                  |                  |             |         |            |            |            |                           |                           |                           |        |        |  |
|  | 2H               | Algeria          | 1                |                 | Germania (dts)    | Germania (dts)    | 1                |                  |             |         |            |            |            |                           |                           |                           |        |        |  |
|  |                  |                  |                  |                 |                   |                   |                  |                  |             |         |            |            |            |                           |                           |                           |        |        |  |
|  |                  |                  | Argentina        | Argentina       | 0                 |                   |                  |                  |             |         |            |            |            |                           |                           |                           |        |        |  |
|  | 1B               | Paesi Bassi      | Argentina        | Argentina       | 0                 | 2                 |                  |                  |             |         |            |            |            |                           |                           |                           |        |        |  |
|  | 1B               | Paesi Bassi      |                  |                 |                   | 2                 |                  |                  |             |         |            |            |            |                           |                           |                           |        |        |  |
|  | 2A               | Messico          | 1                |                 |                   |                   |                  |                  |             |         |            |            |            |                           |                           |                           |        |        |  |
|  | 2A               | Messico          | 1                |                 | Paesi Bassi (dtr) | Paesi Bassi (dtr) | 0 (4)            |                  |             |         |            |            |            |                           |                           |                           |        |        |  |
|  |                  |                  |                  |                 | Paesi Bassi (dtr) | Paesi Bassi (dtr) | 0 (4)            |                  |             |         |            |            |            |                           |                           |                           |        |        |  |
|  |                  |                  | Costa Rica       | Costa Rica      | 0 (3)             |                   |                  |                  |             |         |            |            |            |                           |                           |                           |        |        |  |
|  | 1D               | Costa Rica (dtr) | Costa Rica       | Costa Rica      | 0 (3)             | 1 (5)             |                  |                  |             |         |            |            |            |                           |                           |                           |        |        |  |
|  | 1D               | Costa Rica (dtr) |                  |                 |                   |                   |                  |                  |             |         |            |            |            |                           |                           |                           |        |        |  |
|  | 2C               | Grecia           | 1 (3)            |                 |                   |                   |                  |                  |             |         |            |            |            |                           |                           |                           |        |        |  |
|  | 2C               | Grecia           | 1 (3)            |                 | Paesi Bassi       | Paesi Bassi       | 0 (2)            |                  |             |         |            |            |            |                           |                           |                           |        |        |  |
|  |                  |                  |                  |                 |                   |                   |                  |                  |             |         |            |            |            |                           |                           |                           |        |        |  |
|  |                  |                  | Argentina (dtr)  | Argentina (dtr) | 0 (4)             |                   |                  |                  |             |         |            |            |            |                           |                           |                           |        |        |  |
|  | 1F               | Argentina (dts)  | Argentina (dtr)  | Argentina (dtr) | 0 (4)             | 1                 |                  |                  |             |         |            |            |            | Finale per il terzo posto | Finale per il terzo posto | Finale per il terzo posto |        |        |  |
|  | 1F               | Argentina (dts)  |                  |                 |                   |                   |                  |                  |             |         |            |            |            |                           |                           |                           |        |        |  |
|  | 2E               | Svizzera         | 0                |                 |                   |                   |                  |                  |             |         |            |            |            |                           |                           |                           |        |        |  |
|  | 2E               | Svizzera         | 0                |                 | Argentina         | Argentina         | 1                |                  |             | Brasile | Brasile    | 0          |            |                           |                           |                           |        |        |  |
|  |                  |                  |                  |                 | Argentina         | Argentina         | 1                |                  |             | Brasile | Brasile    | 0          |            |                           |                           |                           |        |        |  |
|  |                  |                  | Belgio           | Belgio          | 0                 |                   |                  | Paesi Bassi      | Paesi Bassi | 3       |            |            |            |                           |                           |                           |        |        |  |
|  | 1H               | Belgio (dts)     | Belgio           | Belgio          | 0                 | 2                 |                  | Paesi Bassi      | Paesi Bassi | 3       |            |            |            |                           |                           |                           |        |        |  |
|  | 1H               | Belgio (dts)     |                  |                 |                   |                   |                  |                  |             |         |            |            |            |                           |                           |                           |        |        |  |
|  | 2G               | Stati Uniti      | 1                |                 |                   |                   |                  |                  |             |         |            |            |            |                           |                           |                           |        |        |  |

#### Ottavi di finale
| Arbitro: | Webb |

|                                        |                      |                                    |
| David Luiz 18’                         | Marcatori            | 32’ Sánchez                        |
| David Luiz Willian Marcelo Hulk Neymar | Tiri di rigore 3 – 2 | Pinilla Sánchez Aránguiz Díaz Jara |

| Arbitro: | Kuipers |

|                    |           |  |
| Rodríguez 28’, 50’ | Marcatori |  |

| Arbitro: | Proença |

|                                     |           |                |
| Sneijder 88’ Huntelaar 90+4’ (rig.) | Marcatori | 48’ dos Santos |

| Arbitro: | Williams |

|                                     |                      |                                             |
| Ruiz 52’                            | Marcatori            | 90+1’ Papastathopoulos                      |
| Borges Ruiz González Campbell Umaña | Tiri di rigore 5 – 3 | Mītroglou Christodoulopoulos Holebas Gkekas |

| Arbitro: | Geiger |

|                             |           |  |
| Pogba 79’ Yobo 90+1’ (aut.) | Marcatori |  |

| Arbitro: | Ricci |

|                        |           |               |
| Schürrle 92’ Özil 119’ | Marcatori | 120+1’ Djabou |

| Arbitro: | Eriksson |

|               |           |  |
| Di María 118’ | Marcatori |  |

| Arbitro: | Haimoudi |

|                           |           |            |
| De Bruyne 93’ Lukaku 105’ | Marcatori | 107’ Green |

#### Quarti di finale
| Arbitro: | Pitana |

|  |           |             |
|  | Marcatori | 12’ Hummels |

| Arbitro: | Velasco Carballo |

|                                |           |                      |
| Thiago Silva 7’ David Luiz 69’ | Marcatori | 80’ (rig.) Rodríguez |

| Arbitro: | Rizzoli |

|            |           |  |
| Higuaín 8’ | Marcatori |  |

| Arbitro: | Irmatov |

|                                  |                      |                                    |
| van Persie Robben Sneijder Kuijt | Tiri di rigore 4 – 3 | Borges Ruiz González Bolaños Umaña |

#### Semifinali
| Arbitro: | Rodríguez |

|           |           |                                                                   |
| Oscar 90’ | Marcatori | 11’ Müller 23’ Klose 24’, 26’ Kroos 29’ Khedira 69’, 79’ Schürrle |

| Arbitro: | Çakır |

|                             |                      |                              |
| Vlaar Robben Sneijder Kuijt | Tiri di rigore 2 – 4 | Messi Garay Agüero Rodríguez |

#### Finale per il terzo posto
| Arbitro: | Haimoudi |

|  |           |                                                 |
|  | Marcatori | 3’ (rig.) van Persie 17’ Blind 90'+1’ Wijnaldum |

#### Finale
| Arbitro: | Rizzoli |

|            |           |  |
| Götze 112’ | Marcatori |  |

## Statistiche

### Classifica marcatori
6 reti
- James Rodríguez (1 rigore)

5 reti
- Thomas Müller (1 rigore)

4 reti
- Lionel Messi
- Neymar (1 rigore)
- Robin van Persie (1 rigore)

3 reti
- Enner Valencia
- Karim Benzema (1 rigore)
- André Schürrle
- Arjen Robben
- Xherdan Shaqiri

2 reti
- Abdelmoumene Djabou
- Islam Slimani
- Tim Cahill
- David Luiz
- Oscar
- Alexis Sánchez

- Jackson Martínez
- Wilfried Bony
- Gervinho
- Bryan Ruiz
- Mario Mandžukić
- Ivan Perišić

- Mario Götze
- Mats Hummels
- Miroslav Klose
- Toni Kroos
- André Ayew

- Asamoah Gyan
- Ahmed Musa
- Memphis Depay
- Clint Dempsey
- Luis Suárez

1 rete
- Yacine Brahimi
- Sofiane Feghouli (1 rigore)
- Rafik Halliche
- Ángel Di María
- Gonzalo Higuaín
- Marcos Rojo
- Mile Jedinak (1 rigore)
- Kevin De Bruyne
- Marouane Fellaini
- Romelu Lukaku
- Dries Mertens
- Divock Origi
- Jan Vertonghen
- Edin Džeko
- Vedad Ibišević
- Miralem Pjanić
- Avdija Vršajević
- Fernandinho
- Fred
- Thiago Silva
- Joël Matip

- Charles Aránguiz
- Jean Beausejour
- Jorge Valdivia
- Eduardo Vargas
- Pablo Armero
- Juan Cuadrado (1 rigore)
- Teófilo Gutiérrez
- Juan Fernando Quintero
- Koo Ja-Cheol
- Lee Keun-ho
- Son Heung-Min
- Joel Campbell
- Óscar Duarte
- Marco Ureña
- Ivica Olić
- Olivier Giroud
- Blaise Matuidi
- Paul Pogba
- Moussa Sissoko
- Mathieu Valbuena
- Sami Khedira

- Mesut Özil
- Keisuke Honda
- Shinji Okazaki
- Sōkratīs Papastathopoulos
- Giōrgos Samaras (1 rigore)
- Andreas Samarīs
- Carlo Costly
- Wayne Rooney
- Daniel Sturridge
- Reza Ghoochannejhad
- Mario Balotelli
- Claudio Marchisio
- Giovani dos Santos
- Andrés Guardado
- Javier Hernández
- Rafael Márquez
- Oribe Peralta
- Peter Odemwingie
- Daley Blind
- Stefan de Vrij
- Leroy Fer

- Klaas-Jan Huntelaar (1 rigore)
- Wesley Sneijder
- Georginio Wijnaldum
- Cristiano Ronaldo
- Nani
- Silvestre Varela
- Aleksandr Keržakov
- Aleksandr Kokorin
- Juan Manuel Mata
- Fernando Torres
- David Villa
- Xabi Alonso (1 rigore)
- John Anthony Brooks
- Julian Green
- Jermaine Jones
- Blerim Džemaili
- Admir Mehmedi
- Haris Seferović
- Granit Xhaka
- Edinson Cavani (1 rigore)
- Diego Godín

Autoreti
- Sead Kolašinac (1, pro  Argentina)
- Marcelo (1, pro  Croazia)
- John Boye (1, pro  Portogallo)
- Noel Valladares (1, pro  Francia)
- Joseph Yobo (1, pro  Francia)

### Record
- Gol più veloce: Clint Dempsey (Ghana-Stati Uniti, fase a gironi, 17 giugno, 1º minuto)
- Gol più tardivo: Abdelmoumene Djabou (Germania-Algeria, ottavi di finale, 30 giugno, 120+1º minuto)
- Primo gol: Marcelo (autogol, 11º) e Neymar (rete, 29º) (Brasile-Croazia, partita inaugurale, 12 giugno)
- Ultimo gol: Mario Götze (Germania-Argentina, finale 1º posto, 13 luglio, 112º minuto)
- Miglior attacco: Germania (18 reti segnate)
- Peggior attacco: Camerun, Honduras e Iran (1 rete segnata)
- Miglior difesa: Costa Rica (2 reti subite)
- Peggior difesa: Brasile (14 reti subite)
- Miglior differenza reti: Colombia e Paesi Bassi (+7)
- Partita con il maggior numero di gol: Brasile-Germania 1-7 (semifinali, 8 luglio, 8 gol)
- Partita con il maggior scarto di gol: Brasile-Germania 1-7 (semifinali, 8 luglio, 6 gol di scarto)

## Premi
- Scarpa d'oro:  James Rodríguez[126]
- Pallone d'oro:  Lionel Messi[127]
- Guanto d'oro:  Manuel Neuer[128]
- Miglior giovane:  Paul Pogba[129]

| [ 130 ] | Miglior marcatore (Scarpa d'oro) | Miglior giocatore (Pallone d'oro) | Miglior portiere (Guanto d'oro) | Miglior giovane | Premio FIFA Fair Play |
| ------- | -------------------------------- | --------------------------------- | ------------------------------- | --------------- | --------------------- |
| Oro     | James Rodríguez (6)              | Lionel Messi                      | Manuel Neuer                    | Paul Pogba      | Colombia              |
| Argento | Thomas Müller (5)                | Thomas Müller                     | Non assegnato                   | Non assegnato   | Non assegnato         |
| Bronzo  | Lionel Messi (4)                 | Arjen Robben                      | Non assegnato                   | Non assegnato   | Non assegnato         |

- All-Star Team:

| Portiere     | Difensori                                    | Centrocampisti                            | Attaccanti                        | Allenatore  |
| ------------ | -------------------------------------------- | ----------------------------------------- | --------------------------------- | ----------- |
| Manuel Neuer | David Luiz Mats Hummels Marcelo Thiago Silva | Ángel Di María James Rodríguez Toni Kroos | Lionel Messi Thomas Müller Neymar | Joachim Löw |